# Кассіні — Гюйгенс

Кассіні — Гюйгенс над кільцями Сатурна

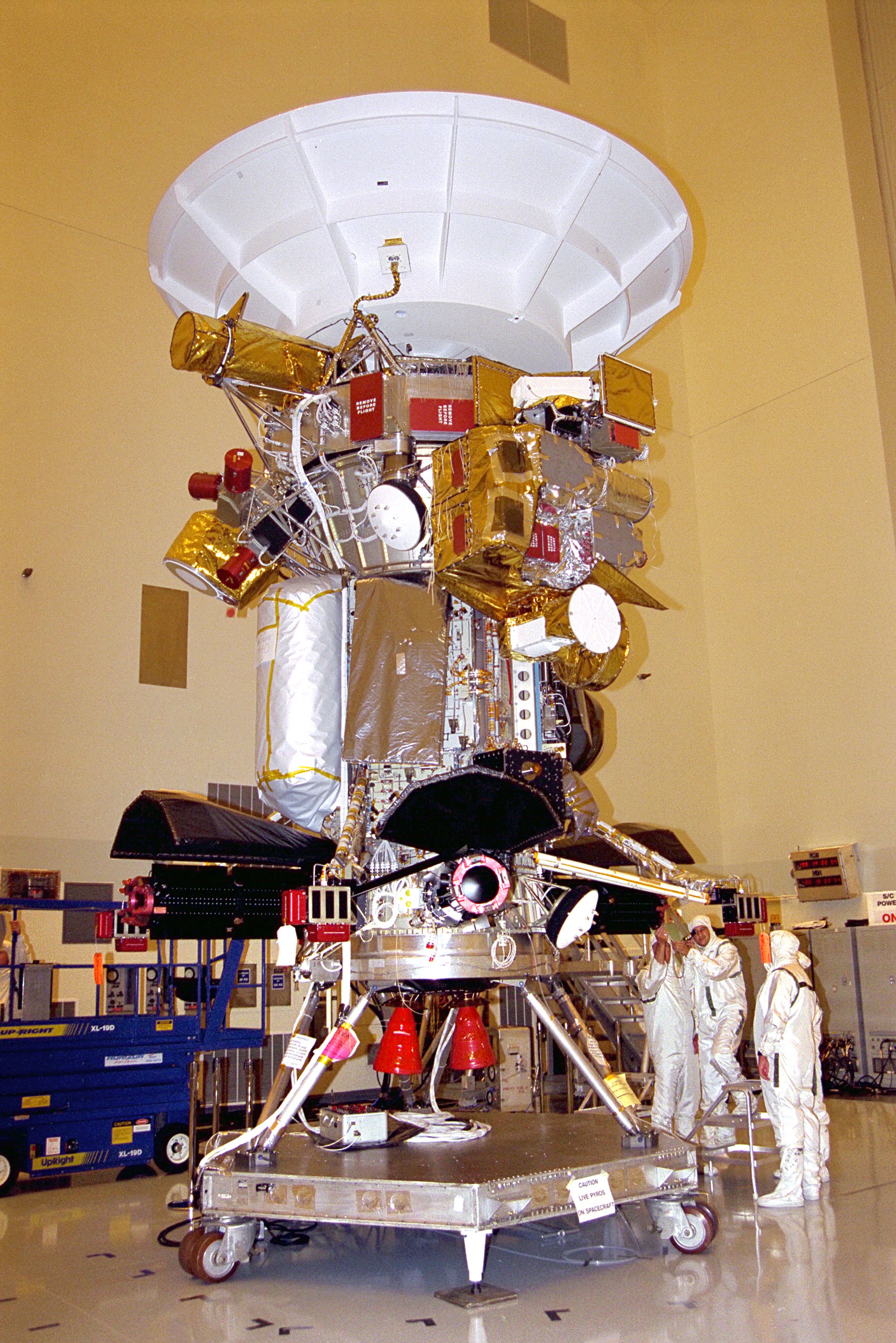
Збирання апарата

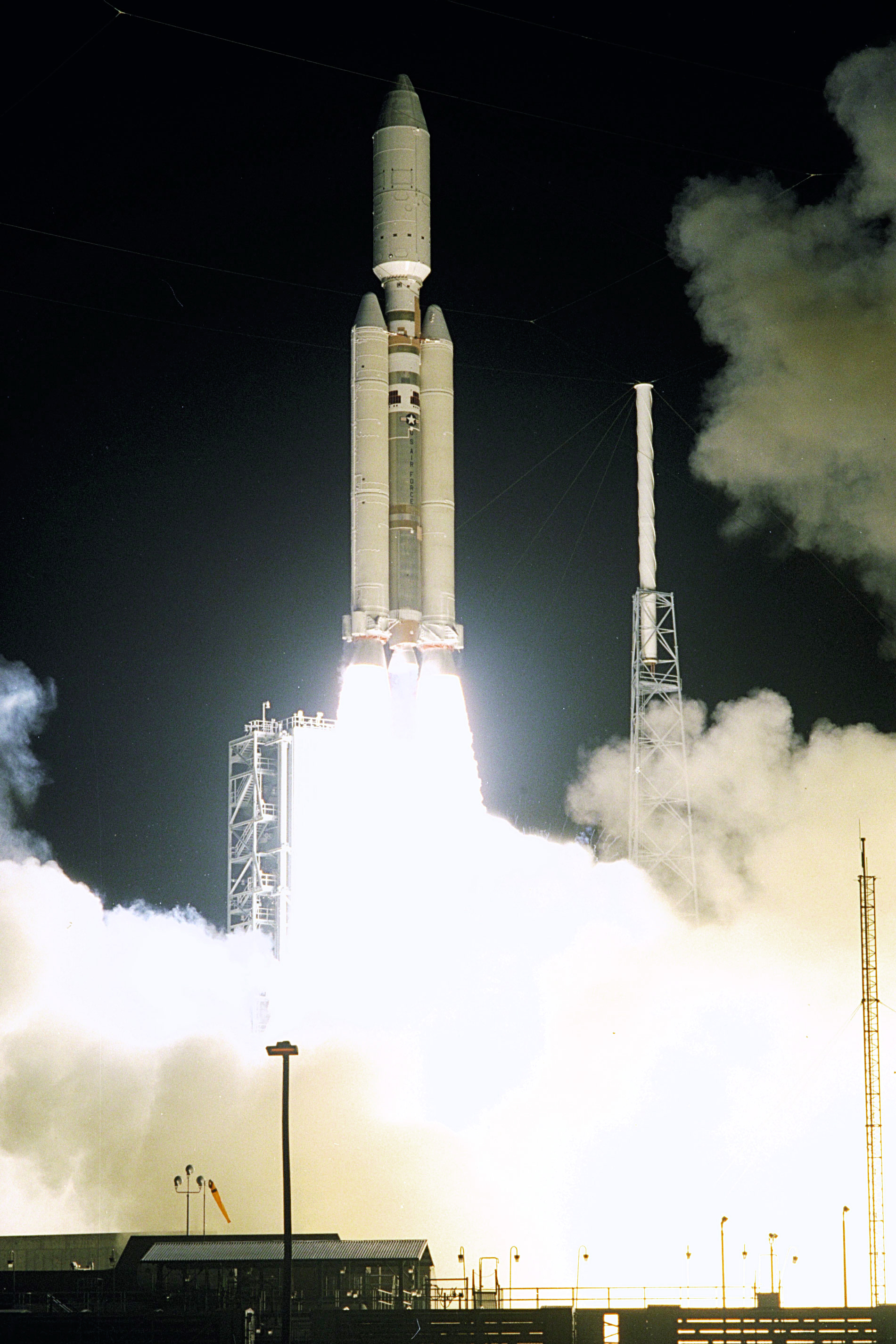
Старт ракетоносія з апаратом «Кассіні — Гюйгенс»

Кассіні — Гюйгенс (англ. Cassini-Huygens) — автоматична космічна місія, створена спільно НАСА, Європейським космічним агентством та Італійським космічним агентством, яка досліджувала Сатурн, його кільця й супутники. Космічна місія складалася з двох основних елементів: безпосередньо космічного зонда «Кассіні» (англ. Cassini orbiter) і космічного зонда «Гюйгенс» (англ. Huygens probe), призначеного для посадки на Титан.
Космічну місію «Кассіні — Гюйгенс» запущено 15 жовтня 1997 року ракетою-носієм «Титан IV», і він досягнув системи Сатурна 1 липня 2004 року після міжпланетної подорожі, яка включала обліт Землі, Венери і Юпітера. Це перший штучний супутник Сатурна.
«Гюйгенс» відділився від орбітального апарата 25 грудня 2004 року приблизно о 2:00 UTC, досягнув супутника Сатурна — Титана — 14 січня 2005 року, увійшов у його атмосферу й опустився на поверхню. Космічний зонд успішно передав дані на Землю, використовуючи орбітальний апарат як передавач (реле). Це була перша посадка в зовнішній частині Сонячної системи.
Після 10 років перебування «Кассіні» на орбіті, 3 квітня 2014 року, НАСА повідомило, що виявлено докази існування великого підземного океану рідкої води на Енцеладі, супутнику Сатурна. На думку вчених, підземний океан свідчить про те, що Енцелад є одним із найімовірніших місць у Сонячній системі, де може існувати життя.
30 червня 2014 року НАСА відзначило десяту річницю діяльності «Кассіні», підкресливши серед інших знахідок відкриття рідкої води на Енцеладі.
У квітні 2017 року на апараті практично вичерпалося пальне, потрібне для корекції орбіти. Аби уникнути неконтрольованого зіткнення із супутниками (на яких потенційно може існувати життя) було ухвалене рішення спрямувати апарат в атмосферу Сатурна.
15 вересня 2017 року, о 14:55 за київським часом, «Кассіні», увійшовши в атмосферу, згорів.

## Огляд місії
«Кассіні — Гюйгенс» запущено 1997 року, його місія тривала до 2017 року.
Космічний апарат «Кассіні — Гюйгенс» — це результат співпраці трьох організацій. У створенні апарата брали участь 17 держав. Станція «Кассіні» була побудована зусиллями НАСА та Лабораторії реактивного руху (JPL). Зонд «Гюйгенс» був створений Європейським космічним агентством. Італійське космічне агентство сконструювало антену телекомунікації та радарний висотомір (RADAR).
Загальні витрати на місію перевищують 3,26 млрд доларів США, з яких 1,4 млрд — на передстартову підготовку, 704 млн — на обслуговування, 54 млн — на підтримку зв'язку з апаратом і 422 млн — на маршовий двигун. Уряд США виділив 2,6 млрд доларів, Європейське космічне агентство — 500 млн та Італійське космічне агентство — 160 млн.
16 квітня 2008 року діяльність апарата було продовжено на два роки (до липня 2010 року). Нова місія отримала назву «Рівнодення Кассіні» (англ. Cassini Equinox Mission). 2010 року було ухвалено рішення продовжити діяльність апарата ще на сім років (до 2017 року) під назвою «Сонцестояння Кассіні» (англ. Cassini Solstice Mission).

### Назва
Назва космічного апарата «Кассіні — Гюйгенс» складається з прізвищ двох вчених:
- італійсько-французького астронома Джованні Доменіко Кассіні (також відомого як Жан-Домінік Кассіні), прізвищем якого названа орбітальна частина станції, яку створило Італійське космічне агентство,
- голландського астронома, математика й фізика Християна Гюйгенса (який відкрив Титан), прізвищем якого названий зонд для посадки на Титан, і який був створений Європейським космічним агентством.

«Кассіні — Гюйгенс» є місією до зовнішніх планет флагманського класу (планетарні місії «Галілео», «Вояджерів» і «Вікінгів» є також флагманськими).

### Цілі місії
Основними цілями місії були:
1. визначення структури та поведінки кілець;
2. визначення геологічної структури та історії поверхні супутників;
3. визначення природи і походження темного матеріалу на одній із півкуль Япета;
4. дослідження структури і поведінки магнітосфери;
5. дослідження поведінки атмосфери Сатурна та структури хмар;
6. дослідження хмар та туману в атмосфері Титана;
7. визначення характеру поверхні Титана.

### Маршрут
| Вибрані цілі (впорядковані за розміром, але без врахування масштабу) | Вибрані цілі (впорядковані за розміром, але без врахування масштабу) | Вибрані цілі (впорядковані за розміром, але без врахування масштабу) | Вибрані цілі (впорядковані за розміром, але без врахування масштабу) | Вибрані цілі (впорядковані за розміром, але без врахування масштабу) | Вибрані цілі (впорядковані за розміром, але без врахування масштабу) | Вибрані цілі (впорядковані за розміром, але без врахування масштабу) |
| -------------------------------------------------------------------- | -------------------------------------------------------------------- | -------------------------------------------------------------------- | -------------------------------------------------------------------- | -------------------------------------------------------------------- | -------------------------------------------------------------------- | -------------------------------------------------------------------- |
|                                                                      |                                                                      |                                                                      |                                                                      |                                                                      |                                                                      |                                                                      |
| Титан                                                                | Місяць                                                               | Рея                                                                  | Япет                                                                 | Діона                                                                | Тефія                                                                | Енцелад                                                              |
|                                                                      |                                                                      |                                                                      |                                                                      |                                                                      |                                                                      |                                                                      |
| Мімас                                                                | Гіперіон                                                             | Феба                                                                 | Янус                                                                 | Епіметей                                                             | Прометей                                                             | Пандора                                                              |
|                                                                      |                                                                      |                                                                      |                                                                      |                                                                      |                                                                      |                                                                      |
| Гелена                                                               | Атлас                                                                | Телесто                                                              | Каліпсо                                                              | Мефона                                                               |                                                                      |                                                                      |

### Історія місії

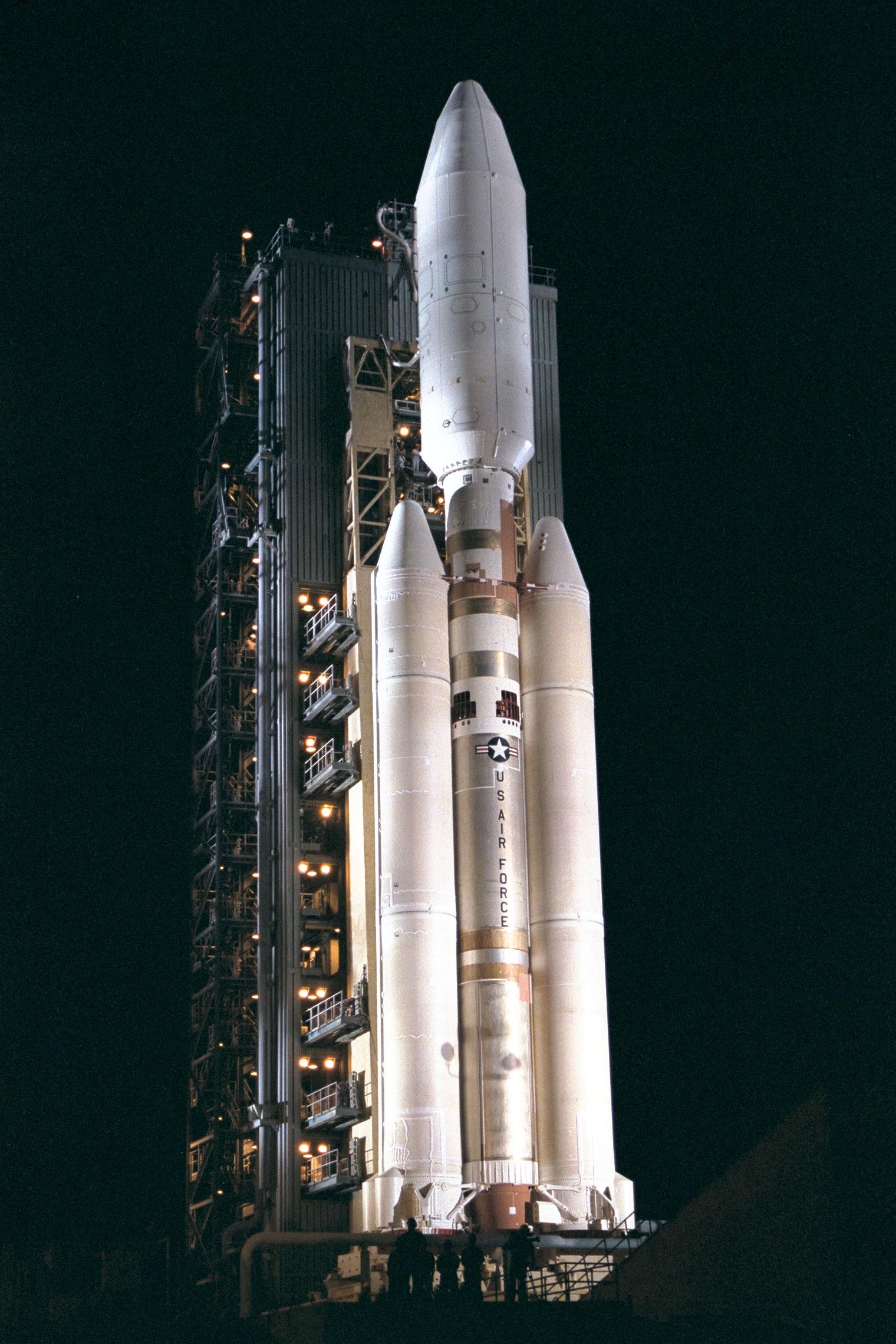
«Кассіні — Гюйгенс» на стартовому майданчику

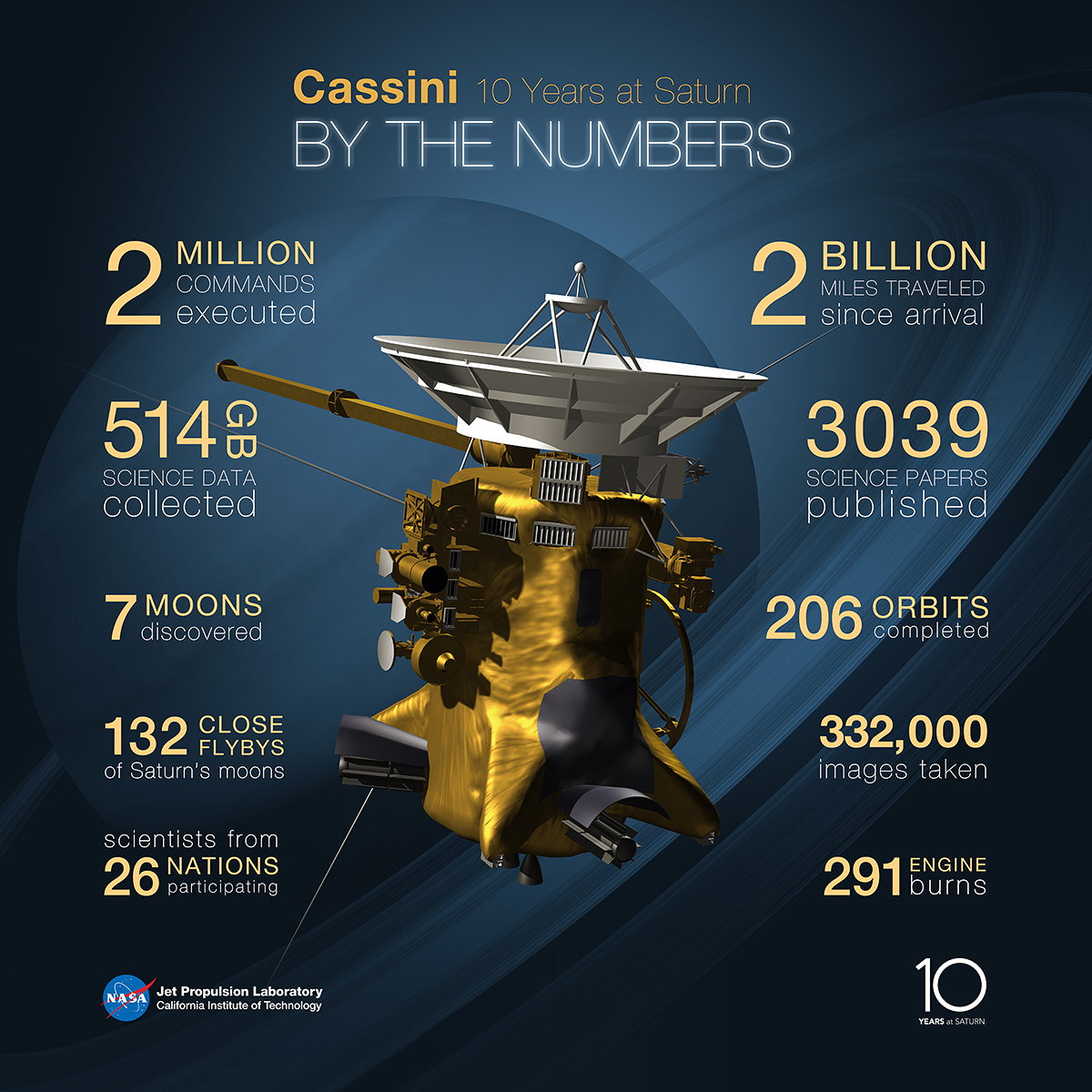
Виповнилося 10 років перебування КА «Кассіні» в системі Сатурна. За цей час було виконано 2 млн команд, передано 514 Гб даних, відкрито 7 супутників, здійснено 132 близьких обльоти супутників Сатурна, участь у місії прийняли науковці з 26 країн, було пройдено 2 млрд миль після прибуття апарата, опубліковано 3039 наукових робіт, здійснено обліт 206 орбіт, зроблено 332 000 світлин, здійснено 291 включення двигуна.

Місія «Кассіні — Гюйгенс» бере початок 1982 року, коли Європейський науковий фонд та Національна академія наук США сформували робочу групу зі створення майбутніх спільних місій. Два європейські вчені запропонували парний проєкт Saturn Orbiter і Titan Probe як можливу спільну місію. У 1983 році Комітет з дослідження Сонячної системи НАСА запропонував Saturn Orbiter і Titan Probe в парі — як основний проєкт НАСА.
НАСА і Європейське космічне агентство (ЄКА) провели спільне дослідження потенційної місії з 1984 по 1985 роки. ЄКА продовжували своє власне дослідження в 1986 році, у той час як американський астронавт Саллі Райд у своїй доповіді 1987 року «Лідерство НАСА та Американське майбутнє в космосі», також розглянула і схвально оцінила місію «Кассіні». Хоча в доповіді Райд подала Saturn Orbiter і Titan Probe як самостійну місію НАСА, 1988 року заступник Адміністратора з питань космосу і техніки НАСА Лен Фіск (Len Fisk) повернувся до ідеї спільного проєкту НАСА та ЄКА. Він написав своєму колезі в ЄКА, Роджеру Боннету, пропонуючи, щоб ЄКА вибрало Кассіні з трьох кандидатів і обіцяючи, що НАСА візьметься за проєкт, як тільки ЄКА його вибере.
У той час НАСА ставало все більш чутливим до напруження, яке склалося між американською та європейською космічними програмами, бо європейці відчували, що НАСА не сприймало європейську програму як рівну своїй під час попередніх співробітництв. Чиновники НАСА та консультанти, які брали участь у просуванні й плануванні «Кассіні — Гюйгенс» намагалися змінити цю тенденцію, підкреслюючи своє бажання рівномірно розділити будь-які наукові та технологічні переваги, отримані в результаті місії. Частково, це оновлене бажання співпрацювати з Європою підігрівалось відчуттям конкуренції з Радянським Союзом, який розпочав тісніше співпрацювати з Європою, тоді як ЄКА віддалився від НАСА.
Співпраця не лише поліпшила відносини між двома космічними програмами, але й допомогла «Кассіні — Гюйгенс» пережити запроваджене конгресом скорочення бюджетних витрат у Сполучених Штатах. Місія потрапила під політичний обстріл в 1992 і 1994 роках, але НАСА змогло переконати Конгрес США, що було б нерозумно згортати проєкт після того, як ЄКА вже вклав кошти в його розвиток, бо розчарування через розбиті надії на освоєння космосу могло б перейти й на інші галузі зовнішніх відносин. Проєкт тривав уже без політичних проблем після 1994 року, хоча групи громадян, стурбованих його потенційним екологічним впливом, намагалися зупинити його шляхом протестів та судових позовів до запуску (1997 року), і навіть після того.

### Конструкція космічного апарата

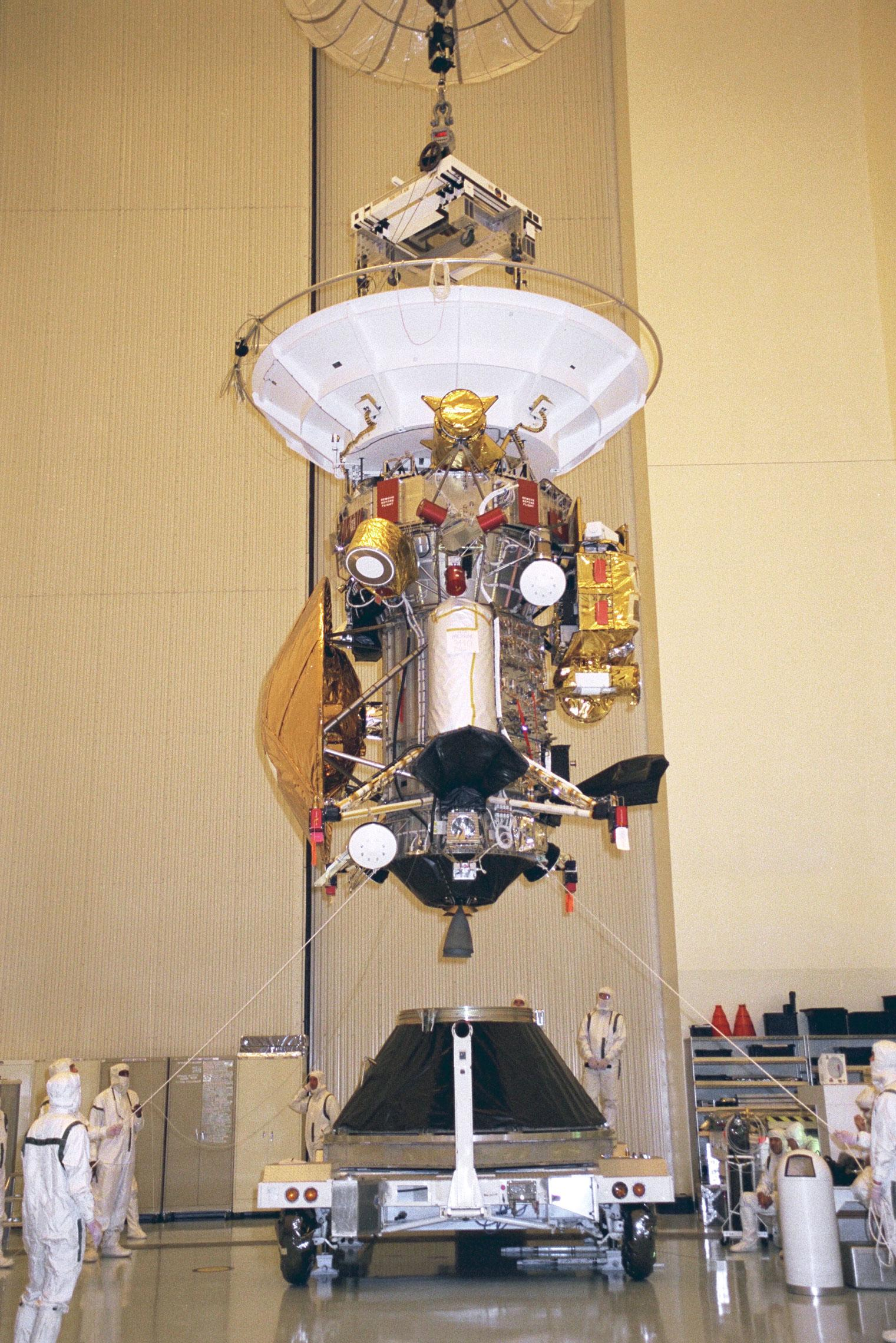
Монтаж Кассіні — Гюйгенс

Це другий космічний апарат, що був розроблений зі стабілізацією по трьох осях, з живленням від РТГ з програми Mariner Mark II, який проєктувався для польотів за межами орбіти Марса. «Кассіні» був розроблений одночасно з космічним апаратом Comet Rendezvous Asteroid Flyby (CRAF), але через скорочення бюджету НАСА припинила розвиток CRAF, щоб зберегти місію «Кассіні». Завдяки цьому «Кассіні» став більш спеціалізованим. Програма Mariner Mark II була скасована.
Космічний апарат включає в себе орбітальний апарат та зонд, це один із найбільших та найскладніших міжпланетних апаратів, що були колись побудовані. Орбітальний апарат має масу 2150 кг, зонд — 350 кг. З адаптером ракети-носія й 3132 кг ракетного палива на старті, космічний апарат мав масу 5600 кг. Тільки радянська серія «Фобос», яка призначалася для дослідження Фобоса та Марса, була важча за цей космічний апарат.
Космічний апарат «Кассіні» має 6,8 м у висоту й 4 м у ширину. Складність космічного апарата зросла через траєкторію польоту до Сатурна, і амбіції науковців щодо пункту призначення КА. «Кассіні» має 1630 взаємопов'язаних електронних компонентів, 22 000 дротяних з'єднань, і 14 км кабелів. Ядром управління комп'ютером є процесорна система управління MIL-STD-1750A.
КА «Кассіні» перебував на орбіті Сатурна на відстані від 8,2 до 10,2 астрономічної одиниці від Землі. Радіосигнал від «Кассіні» йшов до нашої планети від 68 до 84 хвилин. Таким чином, диспетчери не можуть дати інструкції для щоденних операцій або для несподіваних подій в «реальному часі». Навіть якщо відповісти негайно, між виникненням проблеми і прийомом відповіді інженерів мине принаймні 2 години.

## Інструменти
«Кассіні» оснащений такими приладами:
- Плазмовий спектрометр «Кассіні» (CAPS).
- Аналізатор космічного пилу (CDA).
- Композитний інфрачервоний спектрометр (CIRS).
- Мас-спектрометр іонів і нейтральних частинок (INMS).
- Камера підсистеми (ISS).
- Подвійний магнітометр (MAG).
- Магнітосферна камера (MIMI).
- RADAR.
- Спектрометр плазми і радіохвиль (RPWS).
- Радіопідсистема (RSS).
- Ультрафіолетовий спектрометр-камера (UVIS).
- Спектрометр для отримання карт у видимому діапазоні (VIMS).

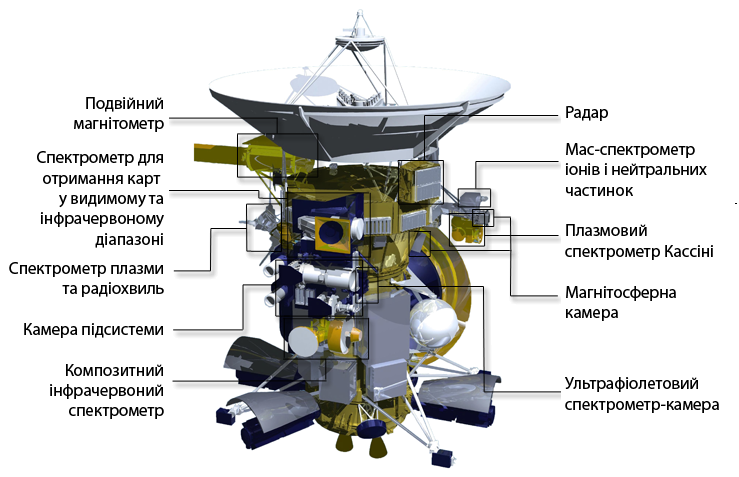
Наукові прилади і основне обладнання «Кассіні»

### Плазмовий спектрометр «Кассіні» (Cassini Plasma Spectrometer)
Цей прилад вимірює енергію і електричний заряд частинок, які потрапляють у поле дії інструменту (число електронів і протонів у частинці). CAPS потрібен для дослідження молекул іоносфери Сатурна, а також для визначення характеристик його магнітного поля. Також CAPS використовується для дослідження плазми в цих областях і сонячного вітру в районі дії магнітосфери Сатурна. CAPS був вимкнений з червня 2011 року через коротке замикання в приладі. Прилад знову підключили до живлення з березня 2012 року, але після 78 днів, через друге коротке замикання, інженери змушені були його вимкнути.

### Аналізатор космічного пилу (Cosmic Dust Analyzer)
Аналізатор — це прямий зондувальний інструмент для вимірювання розміру, швидкості і напряму крихітних часток пилу поблизу Сатурна. Деякі з цих частинок (навколо Сатурна) можуть надходити з інших зоряних систем. АКП встановлений на КА, щоб дізнатися більше про ці загадкові частинки, а також про матеріали з інших небесних тіл і, можливо, про походження Всесвіту.

### Композитний інфрачервоний спектрометр (Composite Infrared Spectrometer)
CIRS — це дистанційний зондувальний інструмент для вимірювання інфрачервоних хвиль, що надходять від об'єктів, з метою отримання даних про їх температуру, теплові властивості й склад. Протягом місії «Кассіні — Гюйгенс» CIRS вимірював інфрачервоне випромінювання від атмосфери, кілець і поверхонь різноманітних об'єктів системи Сатурна. CIRS давав змогу вивчити атмосферу Сатурна за трьома параметрами — зміну температури і тиску з висотою, газовий склад та розподіл аерозолів і хмар. Крім того, CIRS буде вимірювати теплові характеристики і склад супутникових поверхонь і кілець.

### Мас-спектрометр іонів і нейтральних частинок (Ion and Neutral Mass Spectrometer)
Спектрометр — прямий зондувальний інструмент, який аналізує заряджені частинки (як-от протони й важкі іони) і нейтральні частинки (як-от атоми) поблизу Титана і Сатурна, отримуючи таким чином інформацію про їх атмосфери. Прилад призначений також для вимірювання щільності позитивних іонів і нейтральних атомів на поверхні крижаних супутників та кілець Сатурна.

### Камера підсистеми (Imaging Science Subsystem)
Камера — являє собою зондувальний інструмент, який більшу частину світлин захоплює у видимому світлі, а також деякі в інфрачервоному та ультрафіолетовому. Для надсилання на Землю прилад зробив сотні тисяч зображень Сатурна, його кілець і супутників. Прилад має камеру з широким кутом огляду (WAC) для фотографування великих територій, і камеру з вузьким кутом огляду (NAC), для фотографування на невеликих ділянках у дрібних деталях. Кожна з цих камер використовує чутливі прилади з зарядовим зв'язком (CCD) як електромагнітний детектор. Кожен прилад має 1024 квадратних пікселів, 12 мкм на сторону. Обидві камери мають багато режимів збору даних, у тому числі стиснення даних. Також камери оснащені спектральними фільтрами, режими яких можна змінити, таким чином побачивши зображення в різних діапазонах у межах електромагнітного спектра від 0,2 до 1,1 мкм.

### Подвійний магнітометр (Magnetometer)
Це прямий зондувальний інструмент, який вимірює силу і напрям магнітного поля навколо Сатурна. Магнітні поля утворюються частково за рахунок гарячого розплавленого ядра в центрі Сатурна, тому вимірювання магнітного поля — це один із засобів дослідження ядра. Інструмент встановлений з метою створення тривимірної моделі магнітосфери Сатурна, визначення магнітного поля Титана, його атмосфери й крижаних супутників та їх ролі в магнітосфері Сатурна.

### Магнітосферна камера (Magnetospheric Imaging Instrument)
Це прямий зондувальний інструмент, який створює світлини та робить вимірювання, що стосуються часток, захоплених у величезному магнітному полі Сатурна, чи в його магнітосфері. Ця інформація буде використана для моделювання загальної конфігурації і динаміки магнітосфери, її взаємодії з сонячним вітром, з атмосферою Сатурна і Титана, з кільцями і крижаними супутниками. Інструмент має у своєму складі іонну і нейтральну камери (INCA), яка захоплює і досліджує швидкі нейтральні атоми (Ēnas).

### RADAR
Інструмент для побудови детальних карт поверхні Титана і супутників, а також для вимірювання висоти різних об'єктів на поверхні (англ. The Radio Detection and Ranging Instrument). Інструмент вимірює радіосигнали, відбиті поверхнею супутника. Також застосовується для прослуховування радіосигналів, що утворюються Сатурном і його супутниками.

### Спектрометр плазми і радіохвиль (Radio and Plasma Wave Science)
Спектрометр плазми і радіохвиль — це інструмент прямого і дистанційного зондування, який отримує і аналізує радіосигнали, що надходять від Сатурна, у тому числі радіохвилі, що випромінюються при взаємодії сонячного вітру з Сатурном і Титаном. Спектрометр вимірює електричні і магнітні хвильові поля, магнітосфери планет у міжпланетному середовищі. Він також визначає щільність електронів і температуру поблизу Титана і на деяких ділянках магнітосфери Сатурна. Прилад вивчає параметри магнітного поля Сатурна, а також займається дослідженням і моделюванням його іоносфери, плазми і блискавок в атмосфері.

### Радіо підсистема (Radio Science Subsystem)
Це науковий пристрій, який використовується для дослідження зміни радіосигналів після проходження таких об'єктів як атмосфера Титана, кільця Сатурна чи Сонця. Пристрій вивчає також склад, тиск і температуру атмосфери й іоносфери, радіальну структуру та розподіл часток за розмірами в кільцях Сатурна. RSS використовує зв'язок в X-діапазоні, а також в S і K-діапазонах.

### Ультрафіолетовий спектрометр-камера (Ultraviolet Imaging Spectrograph)
Це інструмент дистанційного зондування, який робить фото в ультрафіолетовому світлі, відбитому від таких об'єктів як, наприклад, хмари Сатурна та/або його кільця, для дослідження їх структури та складу. Прилад призначений для вимірювання ультрафіолетового випромінювання з довжиною хвилі від 55,8 до 190 нм, цей інструмент також є цінним для визначення складу атмосфери, її розподілу і температури. На відміну від інших видів спектрометрів цей чутливий інструмент може приймати як спектральні, так і просторові показники. Спектрограф допомагає у визначенні складу газів.

### Спектрометр для отримання карт у видимому діапазоні (Visible and Infrared Mapping Spectrometer)
Це інструмент дистанційного зондування, що отримує дані про склад поверхонь супутників Сатурна, кілець і атмосфер Сатурна і Титана, за допомогою видимого та інфрачервоного світла. Він складається з двох камер в одному блоці: одна для вимірювання у видимому світлі, інша — для вимірювання в інфрачервоному. Спектрометр досліджує відбите і власне світло атмосфери, кілець і поверхонь у діапазоні від 350 до 5100 нм. Він також «ловить» сонячне світло і світло зір, яке проходить через кільця, що допомагає в глибшому вивченні їх структури. Вчені планують використовувати цей спектрометр для довгострокових досліджень руху хмар і морфології в системі Сатурна, а також щоб визначити погодні умови на Сатурні.

## Плутонієве джерело живлення

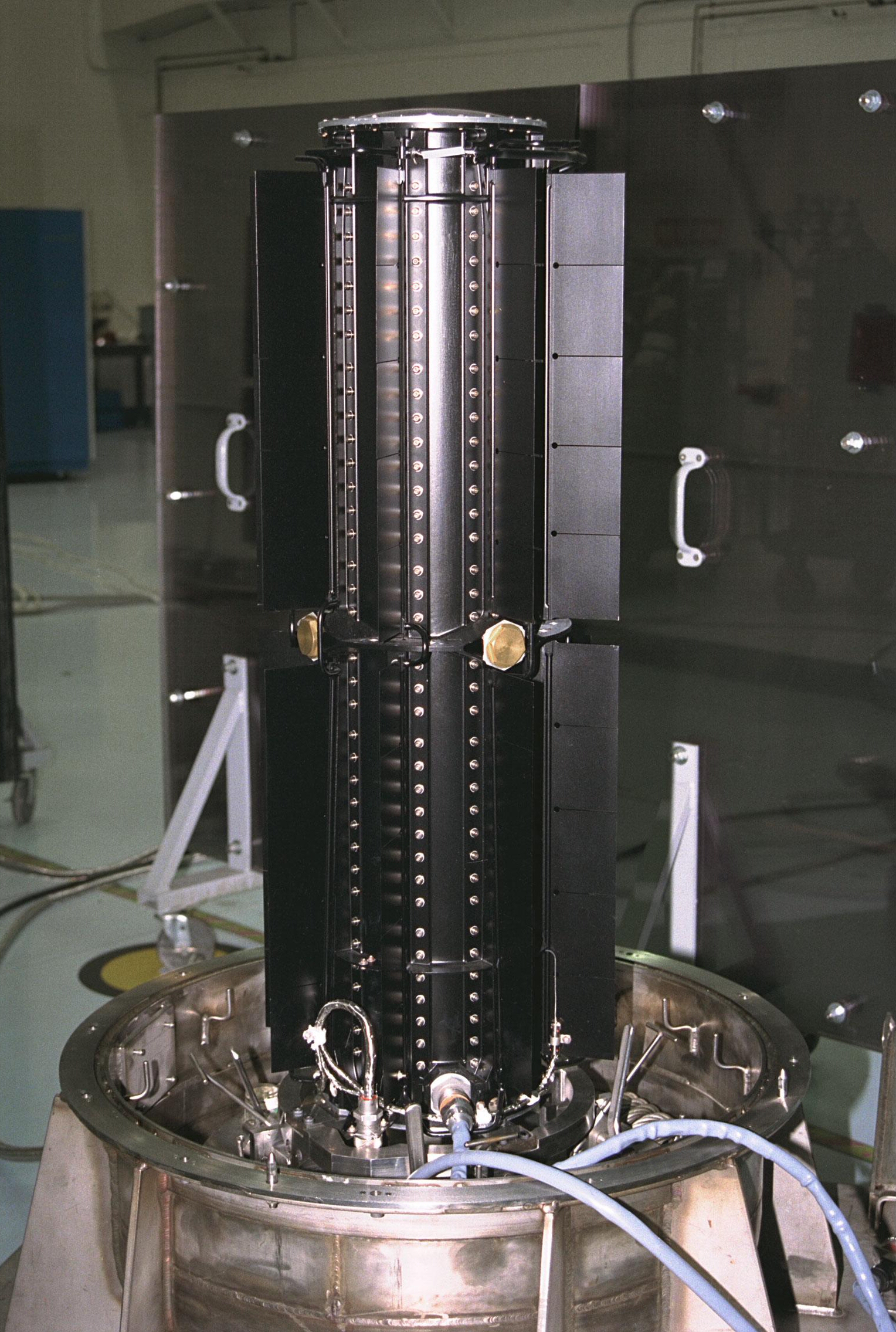
РТГ до встановлення на «Кассіні»

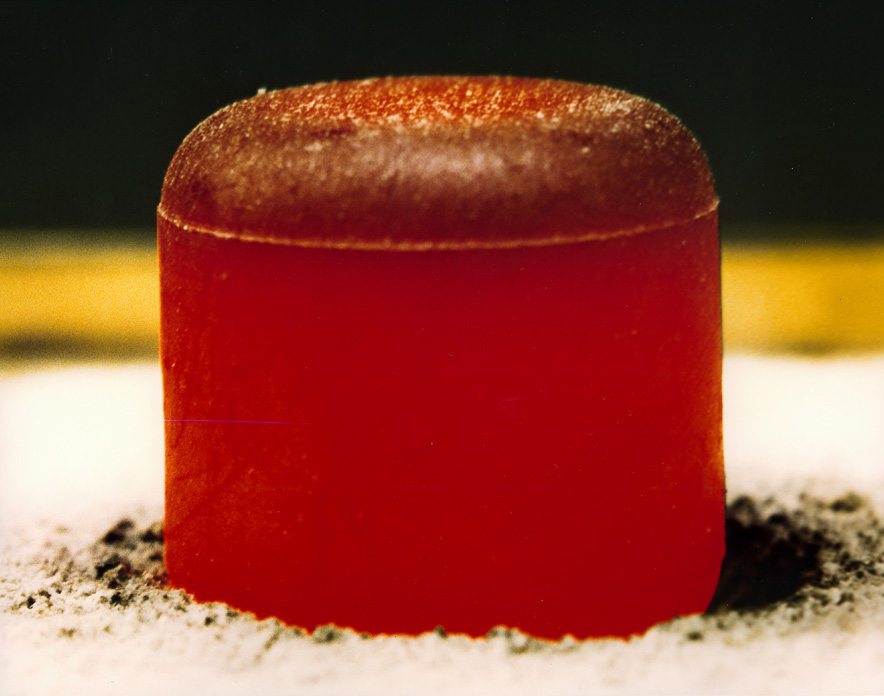
Розпечений плутоній є джерелом живлення РТГ зонда

Через велику відстань Сатурна від Сонця використання сонячних батарей як джерела енергії для апарата ускладнено. Щоб забезпечити енергією все обладнання, такі батареї мали б надто великий розмір (понад 500 м²) та відповідну вагу. Тому «Кассіні» живився енергією від 3 радіоізотопних термоелектричних генераторів (РТГ), які використовували для отримання електрики ізотоп плутоній-238 (у вигляді діоксиду). Разом ці РТГ містили 32,7 кг ядерного палива, у якому було 28,3 кг чистого плутонію. Такі генератори вже застосовувалися для енергозабезпечення інших апаратів, зокрема «Галілео», «Вояджер», «Нью-Горайзонс» та «Улісс», і розраховані на тривалий час роботи. Наприкінці 11-го року експлуатації встановлений на «Кассіні» РТГ вироблятиме від 600 до 700 ват електроенергії.
Щоб отримати необхідне прискорення, траєкторія місії «Кассіні» включала кілька гравітаційних маневрів: два поблизу Венери, один — поблизу Землі, ще один — біля Юпітера. Проліт повз Землю був останнім маневром, коли космічний зонд «Кассіні» являв собою небезпеку для людей. Маневр був успішним, «Кассіні» пролетів 18 серпня 1999 року повз нашу планету на відстані 1171 км. Якби він через якусь несправність зіткнувся б із Землею, то, за оцінками НАСА, у найгіршому випадку значна частина з 33 кг ядерного палива розсіялася б в атмосфері Землі. У підсумку до п'яти мільярдів людей зазнали б радіаційного впливу, підвищилися б випадки смерті від раку; але ймовірність, що таке могло статися, була 1 до мільйона.

## Телеметрія
Космічний апарат «Кассіні» здатний передавати кілька різних форматів телеметрії. Підсистема телеметрії, мабуть, є найбільш важливою підсистемою, бо без неї дані не могли б доходити до Землі.
Телеметрія «Кассіні» була розроблена з нуля, космічний апарат використовує більш сучасний комп'ютер, ніж попередні місії. «Кассіні» — це перший космічний апарат, який використовував мініпакети, щоб зменшити складність передачі даних, створений спеціальний телеметричний словник і програмне забезпечення. Це дало змогу створити менеджера по телеметрії для місії.

## Гюйгенс (зонд)
|                                                      |  |                                                       |
| Поверхня Титана. Світлина, зроблена зондом «Гюйгенс» |  | Та ж сама світлина, оброблена за допомогою комп'ютера |

Зображення Титана

Зонд «Гюйгенс» (англ. Huygens probe) створений Європейським космічним агентством і названий на честь голландського астронома XVII століття Крістіана Гюйгенса. Зонд був запущений 15 жовтня 1997 року у зв'язці з космічним апаратом «Кассіні». 25 грудня 2004 року зонд відокремився від свого носія і почав самостійний рух до Титана. 14 січня 2005 року зонд «Гюйгенс» успішно увійшов в атмосферу Титана і здійснив посадку на його поверхню в області, що отримала назву Ксанаду. Це була перша (і на 2014 рік єдина) в історії м'яка посадка, здійснена у Зовнішній Сонячній системі. Зонд сів на тверду поверхню, хоча посадка в океан також була передбачена його конструкцією.

## Події та відкриття

### Прольоти повз Венеру й Землю та подорож до Юпітера
Космічний апарат «Кассіні» здійснив два гравітаційних маневри — прольоти Венери 26 квітня 1998-го і 24 червня 1999 року. Ці прольоти були необхідні, щоб космічний апарат набрав імпульс, достатній для досягнення поясу астероїдів. У цей час гравітація Сонця втягнула космічний апарат назад, у внутрішню частину Сонячної системи, де він здійснив гравітаційний маневр навколо Землі. 18 серпня 1999 року о 3:28 UTC, «Кассіні» здійснив допоміжний гравітаційний маневр — обліт Землі, на відстані 377000 км від Місяця, апарат зробив серію калібрувальних світлин. 23 січня 2000 року близько 10:00 UTC «Кассіні» облетів астероїд 2685 Мазурський. Були зроблені його світлини. На відстані 1,6 млн кілометрів, визначено діаметр астероїда — від 15 до 20 км.

### Проліт Юпітера

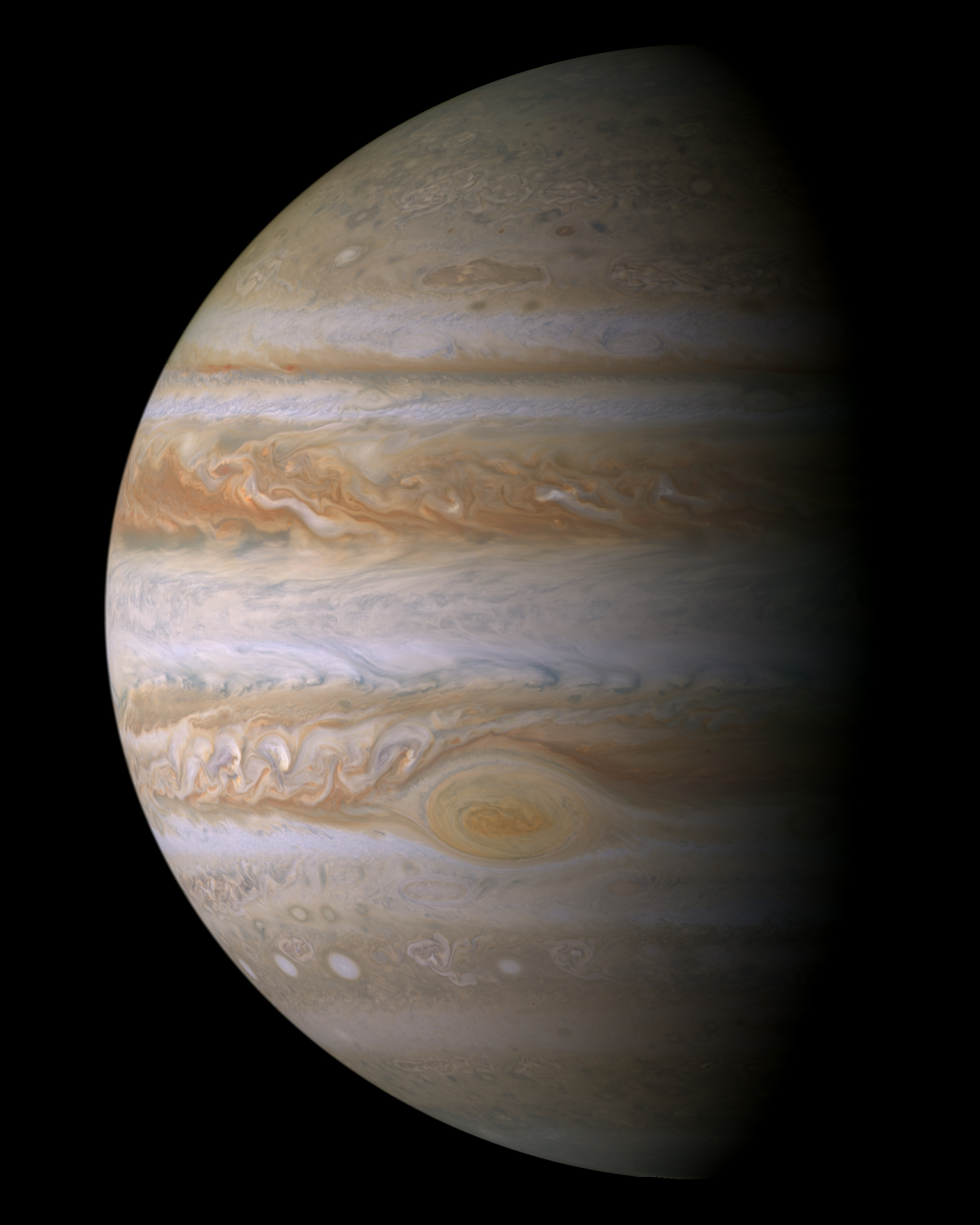
Світлина прольоту повз Юпітер

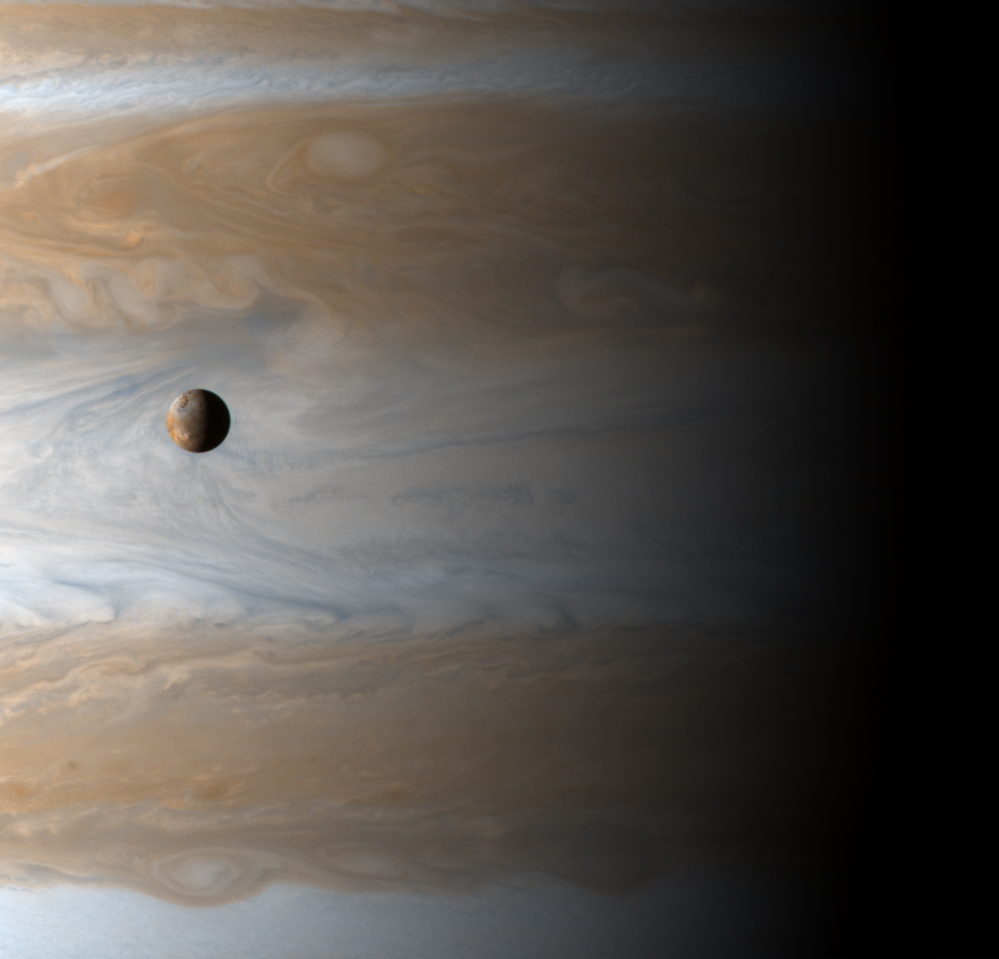
Проходження Іо на тлі Юпітера 01.01.2001.

«Кассіні» найближче підлетів до Юпітера 30 грудня 2000 року і зробив багато наукових вимірювань, зокрема в ході багатомісячного прольоту Юпітера зроблено 26 000 зображень. Це дало змогу створити найдетальніший глобальний кольоровий «портрет» Юпітера, у якому найдрібніші деталі мають розмір приблизно 60 км. Головною знахідкою обльоту, анонсованого 6 березня 2003 року, була циркуляція атмосфери Юпітера. Темні «пояси» в атмосфері чергуються зі світлими «зонами» і вчені тривалий час вважали, що зони з більш блідими зонами — це зони висхідного повітря, частково через те, що на Землі хмари формуються в місцях, де підіймається повітря. Проте аналіз світлин, зроблених «Кассіні» засвідчив, що окремі поодинокі шторми висхідних яскраво-білих хмар, які занадто маленькі, щоб побачити їх з Землі, спливають майже без винятків у темних поясах. Згідно Ентоні Дель Геніо з Інституту космічних досліджень Годдарда НАСА, «пояси повинні бути районами атмосферного руху на Юпітері, [тому] рух в атмосфері повинен знижуватись».
Інші атмосферні вимірювання містили закручений темний овал високої атмосферної імли, розмірів великої червоної плями, дослідження північного полюса Юпітера. 30 травня 2001 року, під час перельоту від Юпітера до Сатурна, був помічений «серпанок» в зображеннях вузькокутової камери «Кассіні». Це вперше було відзначено на фотографіях зорі Мая із зоряного скупчення Плеяд.
Інфрачервоні знімки виявили циркуляцію поблизу полюсів, зі смугами вітрів, які оточують планету, при цьому суміжні смуги рухаються у протилежних напрямках. Схоже оголошення обговорювалось також щодо природи кілець Юпітера. Розсіювання світла на частинках у кільцях показало, що частинки мали неправильну форму (а не сферичну) і, ймовірно, виникали як викиди від впливу мікрометеоритів на супутники Юпітера, імовірно, Метис і Адрастея.

### Перевірка загальної теорії відносності
10 жовтня 2003 року оголошено результати експерименту з перевірки загальної теорії відносності, проведені за допомогою «Кассіні». Теорія передбачає, що масивний об'єкт (як-от Сонце) викривлює простір-час. Це призводить до затримки й частотного зсуву електромагнітного випромінювання (світла або радіохвиль). Коли апарат перебував з іншого від Сонця боку, він випромінював сигнал, який проходив повз Сонце й спостерігався з Землі. Сигнал, що надходив від апарата, змінювався відповідно до передбачень теорії[джерело?].
Хоча деякі вимірні відхилення від значень, розрахованих із використанням загальної теорії відносності, передбачені деякими незвичайними космологічними моделями, такі відхилення не були виявлені в цьому експерименті. Попередні випробування з використанням радіохвиль, що передавались космічними зондами «Вікінг» і «Вояджер», відповідали розрахунковим значенням загальної теорії відносності з точністю до 1:1000. Точніші вимірювання з експерименту космічного зонда «Кассіні» поліпшили цю точність приблизно до 1:51 000. Ці дані підтверджують загальну теорію відносності Ейнштейна.

### Нові місяці Сатурна

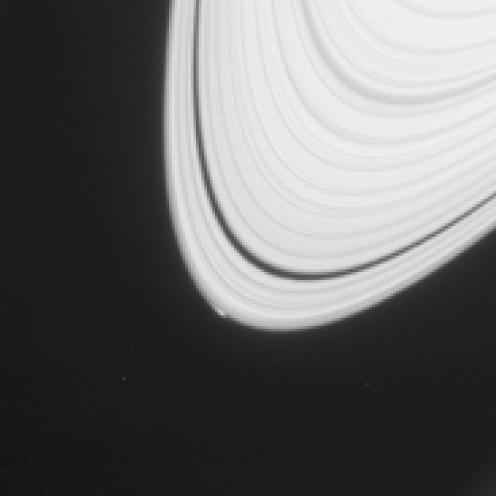
Можливе місце існування нового місяця Сатурна, сфотографоване 15 квітня 2013 року.

Загалом, «Кассіні» відкрив сім нових місяців на орбіті Сатурна Використовуючи світлини, зроблені «Кассіні», науковці відкрили такі супутники: Мефона, Паллена, Полідевк у 2004 році, також пізніший аналіз виявив, що «Вояджер-2» зробив світлини Паллени у 1981 році під час прольоту Сатурна.

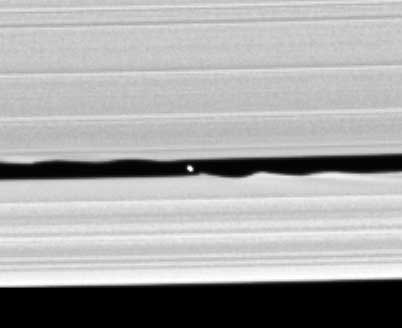
Відкриття нового супутника Сатурна — Дафніс

1 травня 2005 року КА «Кассіні» був відкритий новий місяць у прогалині між кільцями Сатурна йому було надано номер S/2005 S 1 до моменту, поки йому було надане ім'я Дафніс. П'ятий новий місяць був відкритий «Кассіні» 30 травня 2007 року і попередньо був названий S/2007 S 4. Зараз супутник відомий як Анфа. На пресрелізі 3 лютого 2009 року оголосили про відкриття шостого місяця Сатурна, знайденого «Кассіні». Місяць діаметром приблизно 1/3 милі всередині G-кільця системи Сатурна, зараз він має ім'я Егеон (формально S/2008 S 1). На пресрелізі 2 листопада 2009 року оголошено про відкриття сьомого супутника Сатурна, знайденого «Кассіні» 26 липня 2009 року. Йому надано номер S/2009 S 1, він має приблизно 300 м у діаметрі, місцезнаходження — В-кільця Сатурна. 14 квітня 2014 року науковці НАСА повідомили про можливе відкриття нового місяця у А-кільці Сатурна.

### Обліт Феба

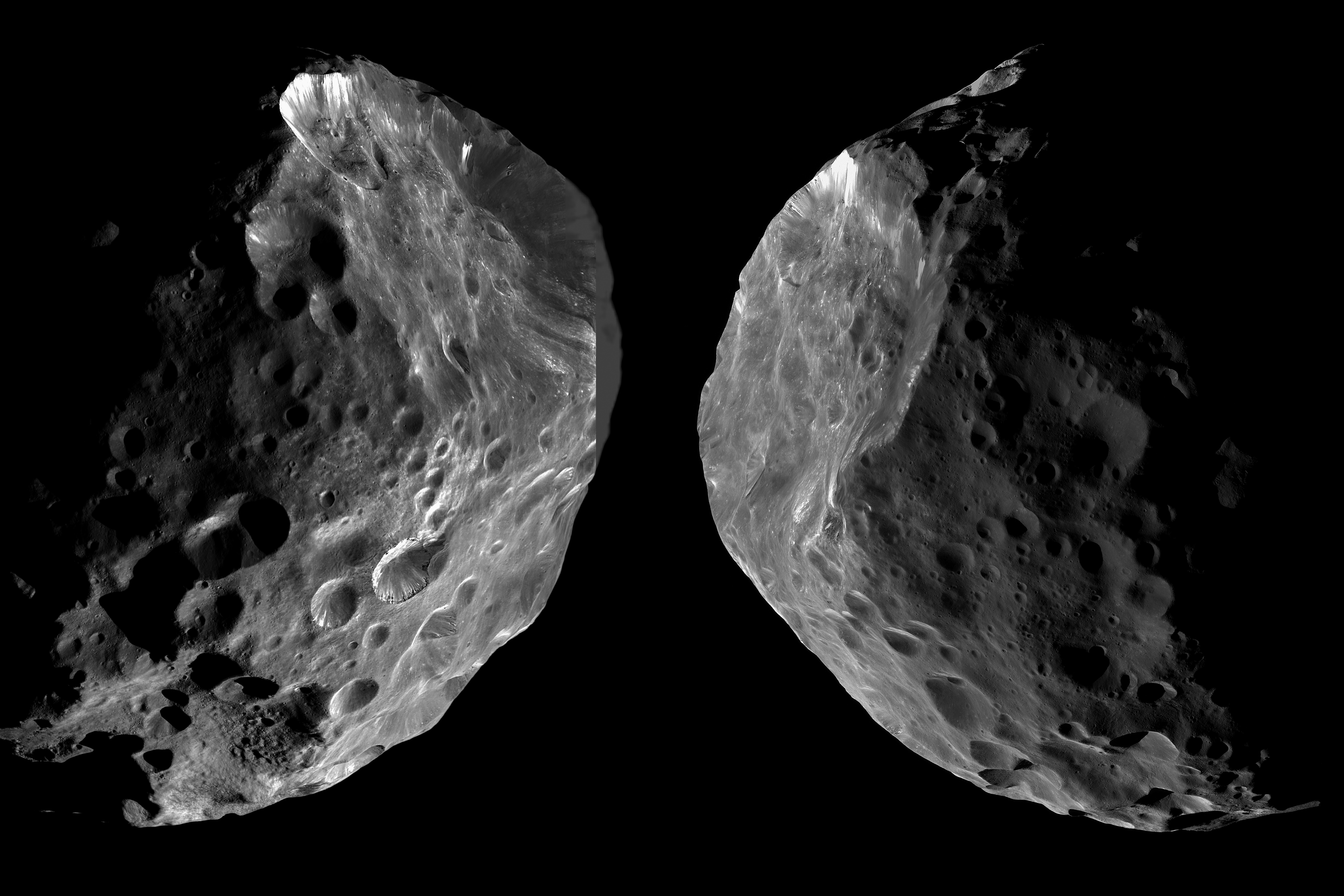
«Кассіні» сфотографував Фебу під час наближення (ліворуч) і віддалення (2004)

11 червня 2004 року «Кассіні» пролетів повз супутник Феба. Це була перша можливість для дослідження супутника з близької відстані («Вояджер-2» здійснив проліт у 1981 році, але не зробив деталізованих світлин). Це також був єдиний можливий проліт «Кассіні» повз Фебу через механіку доступних орбіт навколо Сатурна.
Перші світлини Феби з близької відстані були зроблені 12 червня 2004 року, і науковці невідкладно повідомили, що поверхня Феби не схожа на звичайну поверхню астероїдів. Частини поверхні з великою кількістю кратерів виглядають дуже яскраво, це дає змогу припускати, що під поверхнею існують великі об'єми води.

### Обертання Сатурна
В оголошенні 28 червня 2004 року вчені з програми «Кассіні» описали вимірювання періоду обертання Сатурна. Оскільки на поверхні немає фіксованих ознак, які можна було б використовувати для отримання цього періоду, було використане повторення радіовипромінювання. Ці нові дані узгоджуються з останніми значеннями, виміряними з Землі, і являють собою загадку для вчених. Виявляється, що період радіохвиль змінився, відтоді як він був вперше виміряний в 1980 році «Вояджером-1» і що він тепер на 6 хвилин довший. Це не вказує на зміну загального обертання планети, але, як вважають, пов'язане з переміщенням джерела радіовипромінювання на іншу широту, при якій швидкість обертання відрізняється.

### Прибуття на орбіту Сатурна

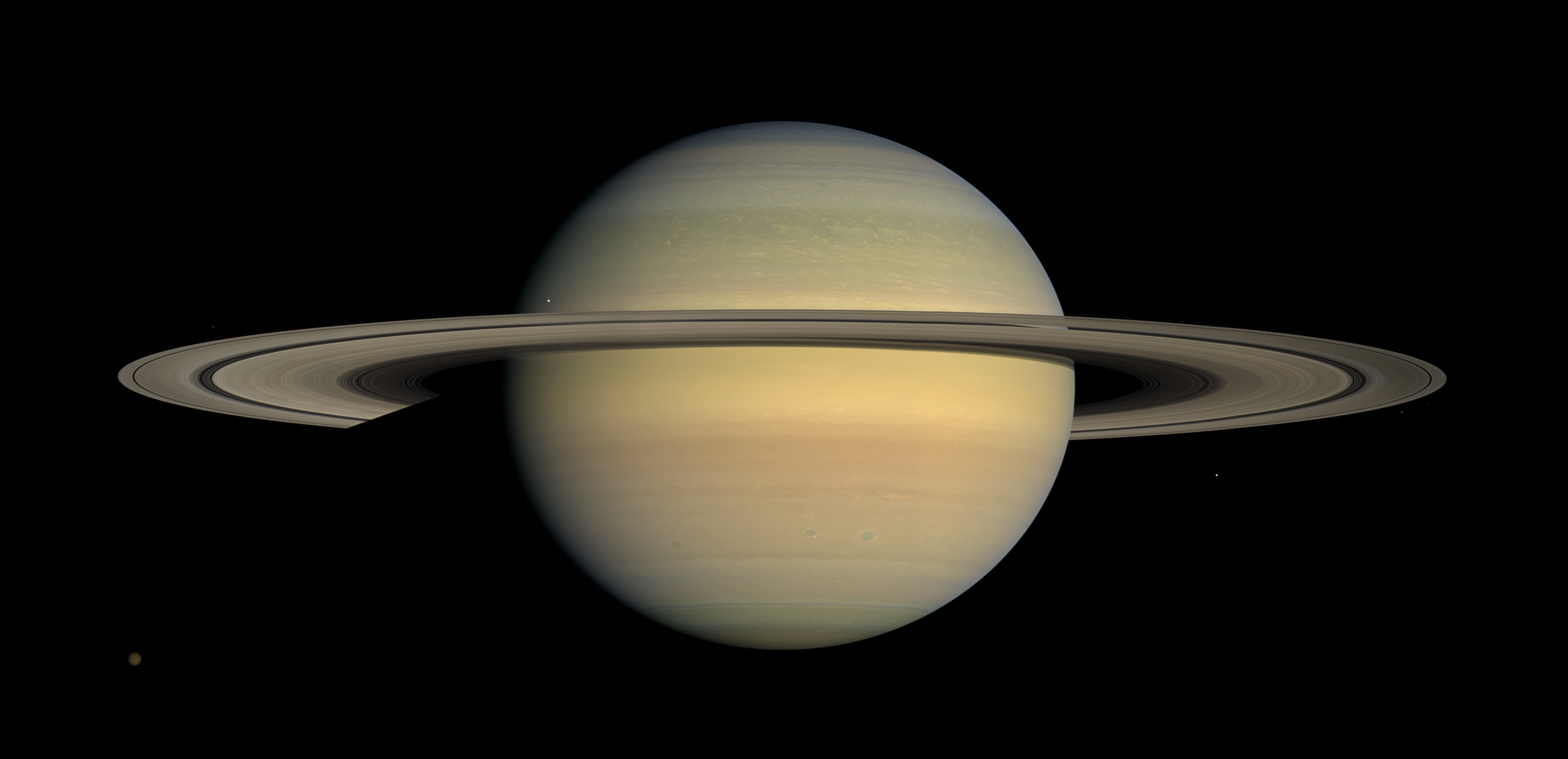
Сатурн досяг рівнодення у 2008 році, під час завершення головної місії

1 липня 2004 року космічний апарат пролетів у прогалину між кільцями F і G і досяг орбіти після семирічної подорожі.
Маневр для виходу «Кассіні» на орбіту був комплексний, потрібно було змінити положення антени для захисту інструментів «Кассіні» від частинок кілець Сатурна. Як тільки космічний апарат перетнув межу кілець, йому було потрібно знову змінити своє положення для розташування двигуна вздовж шляху і після цього увімкнути двигун для зменшення швидкості на 622 м/с для того, щоб «Кассіні» був захоплений гравітацією Сатурна. Це відбулось близько 8:54 pm UTC 30 червня 2004 року. Упродовж маневру «Кассіні» над верхніми хмарами Сатурна на відстані 20 000 км.

### Обльоти Титана

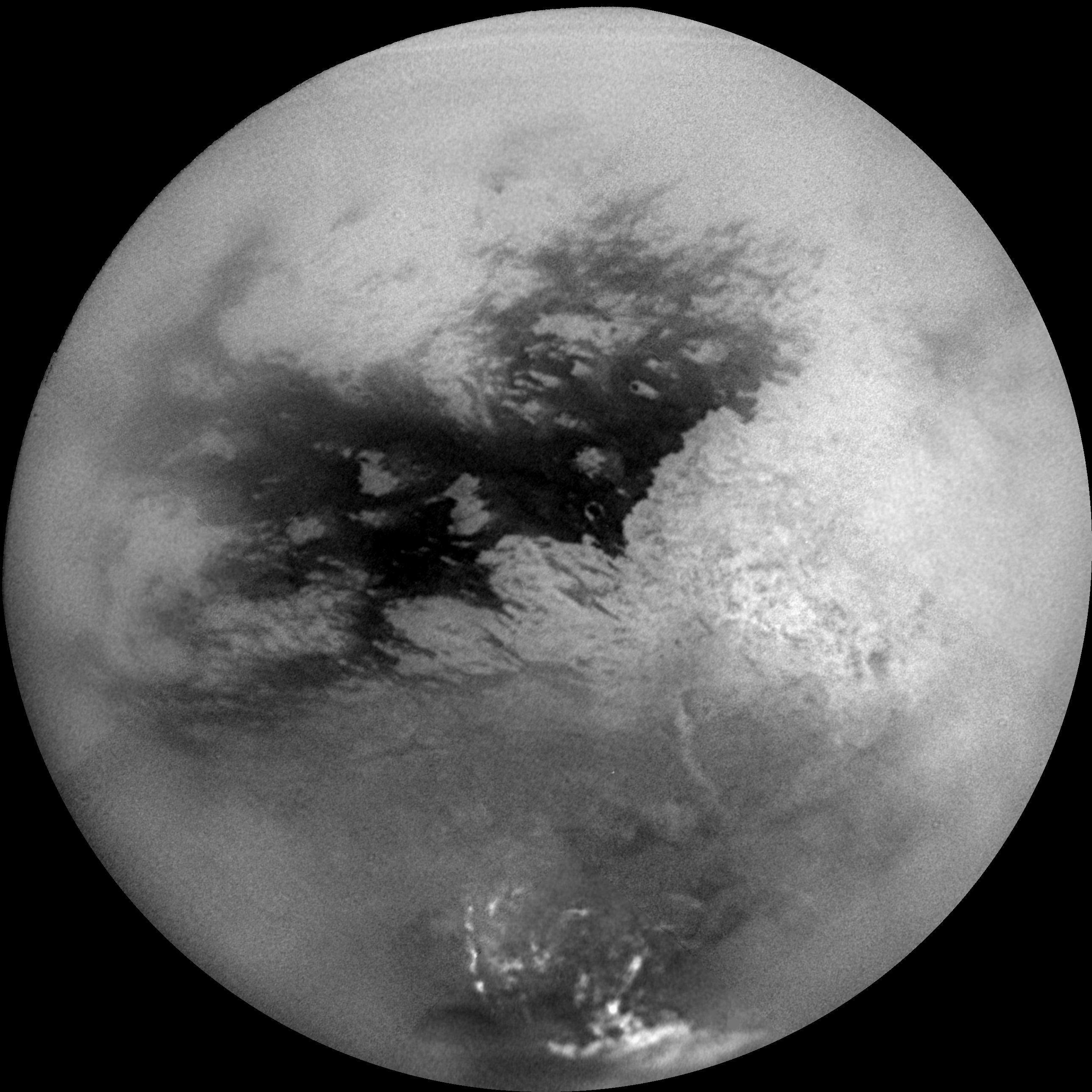
Поверхня Титана, яку бачимо через хмари, 2004

«Кассіні» вперше здійснив обліт найбільшого супутника Сатурна — Титана 2 липня 2004 року, наступного дня після виходу на орбіту, він пролетів на відстані 339 000 км. У світлині застосовані спеціальні фільтри, щоб була змога побачити через імлу південні полярні хмари, що складаються з метану та поверхневих рис із різною яскравістю та поверхневі особливості з різною яскравістю. 27 жовтня 2004 року космічний апарат здійснив перший із 45 запланованих прольотів Титана, Кассіні пролетів на відстані 1200 км. Майже чотири гігабайти даних було передано на Землю, включаючи перші фотографії туманного покрову, імли. Виявилось, що поверхня Титана відносно рівна, знайдені височини не більше 50 м. Проліт забезпечив отримання у 100 разів кращі фотографії ніж очікувалось.

### Приземлення зонда «Гюйгенс» на Титан
Зонд «Гюйгенс» відокремився від Кассіні 25 грудня 2004 року за допомогою пружинних та спіральних ребер, призначених для повороту зонда для більшої стійкості. Зонд ввійшов в атмосферу Титана 14 січня 2005 року і, після 2,5 годинного спуску, приземлився на тверду поверхню. Також «Кассіні» передав 350 фотографій, зроблених «Гюйгенсом» під час спуску, помилка програмного забезпечення одного з передавачів «Кассіні» унеможливила передачу інших 350 світлин.

### Обльоти Енцелада

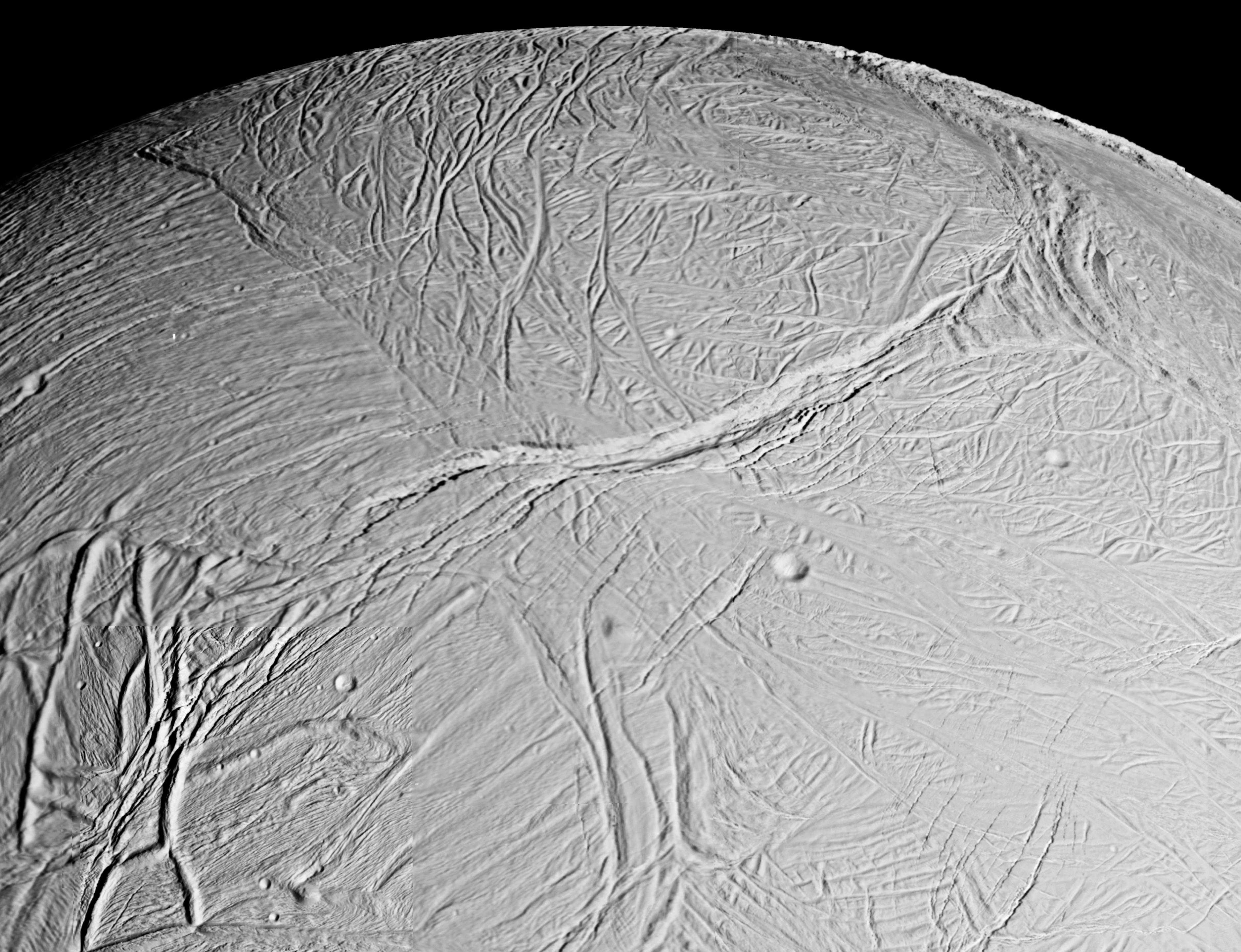
Вибоїни Лабтайт (вище центру) на Енцеладі, сфотографовані «Кассіні» 17 лютого 2005 року. У лівому нижньому куті бачимо пасми Куфа і пасму Ебони.

Упродовж перших двох прольотів Енцелада у 2005 році «Кассіні» відкрив відхилення в локальному магнітному полі, що характерно для існування тонкої, але значної атмосфери. Інші вимірювання, вказують на іонізовану водяну пару, як її основний компонент. «Кассіні» спостерігав за гейзерами з водяним льодом, що вивергалися з південного полюса Енцелада, що підтверджує ідею, що ці часточки підтримують Е-кільце Сатурна. Науковці передбачають, що на Енцеладі можуть існувати кишені з рідкою водою близько поверхні місяця, яка живить виверження.
12 березня 2008 року «Кассіні» здійснив близький обліт Енцелада, він пролетів на відстані 50 км від поверхні. Космічний апарат пройшов повз плюми на південних гейзерах, виявив воду, діоксид вуглецю і різні гідрокарбонати за допомогою мас-спектрометра. За допомогою інфрачервоного спектрометра «Кассіні» виявив, що поверхня має значно вищу температуру ніж навколишня місцевість. «Кассіні» не здатен збирати та аналізувати дані щодо космічного пилу через помилку у програмному забезпеченні.
21 листопада 2009 року «Кассіні» здійснив восьмий обліт Енцелада, цього разу на відстані 1600 км від поверхні. Композитний Інфрачервоний Спектрограф склав карту термальних викидів Вибоїни Багдад. Дані, які були отримані, допомогли створити деталізовану карту південної частини поверхні супутника високої роздільної здатності.
3 квітня 2014 року після десяти років, як «Кассіні» вийшов на орбіту Сатурна, НАСА повідомила про існування великого соленого внутрішнього океану з рідкою водою на Енцеладі. Існування внутрішнього океану, що контактує з кам'яним ядром супутника, ставить Енцелад у список місць, де, найімовірніше, існує чужорідне мікробне життя в Сонячній системі. 30 червня 2014 року НАСА святкувала 10-ліття досліджень «Кассіні» Сатурна і його супутників, виділяючи відкриття водяної активності на Енцеладі серед інших відкриттів..
У вересні 2015 року НАСА оголосила, що гравітаційні і візуальні дані, отримані від «Кассіні», були використані для аналізу лібрацій на орбіті Енцелада і з'ясували, що поверхня супутника не кріпиться безпосередньо до ядра, тому підповерхневий океан має бути глобальним у розмірах.
28 жовтня 2015 року «Кассіні» здійснив близький проліт повз Енцелад — 49 км від поверхні, він пролетів повз крижані плюми південного полюса. Світлини та інші дані після прольоту були отримані впродовж 48 годин.

### Радіозатемнення кілець Сатурна
У травні 2005 року «Кассіні» почав серію радіозатемнених експериментів, для вимірювання розміру-розподілу частинок у кільцях Сатурна, а також вимірювань атмосфери самого Сатурна. Через 4 місяці апарат закінчив експеримент. Впродовж цих експериментів він пролетів за площиною кілець Сатурна і передавав радіохвилі через частинки кілець. Радіо сигнали, отримані на Землі, були проаналізовані за частотою, фазою та зміною потужності сигналу для визначення структури кілець.

### Вік кілець Сатурна
За даними, які зібрав «Кассіні» за допомогою аналізатора космічного пилу (CDA), вчені порівняли поточну кількість пилу в космосі навколо Сатурна з розрахунковою масою темного пилового матеріалу в кільцях. Дослідники виявили, що кільця мають вік не старше 400 мільйонів років і можуть бути молодшими, до 100 мільйонів років. Цей вік може здатися тривалим часовим масштабом, але він становить лише 1/10 частину від 4,5 млрд років існування Сонячної системи. Це також означає, що кільця не утворилися одночасно з Сатурном або іншими планетами Сонячної системи. З точки зору космології, кільця є нещодавнім доповненням до Сонячної системи. Понад 90 % часу існування Сатурна їх у нього не було.

### Підтвердження феномену спиць Сатурна
У знімках «Кассіні» від 5 вересня 2005 року апарат виявив спиці в кільцях Сатурна, які раніше спостерігав лише Стівен Джеймс О'Міра в 1977 році, а потім підтвердили космічні зонди «Вояджер» на початку 1980-х років.

### Озера Титана

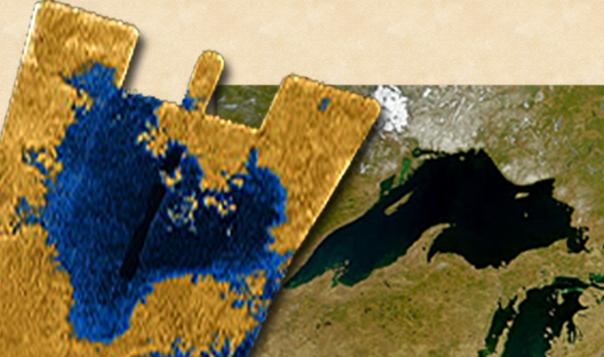
Море Лігеї (ліворуч) у порівнянні з Озером Верхнім (праворуч).

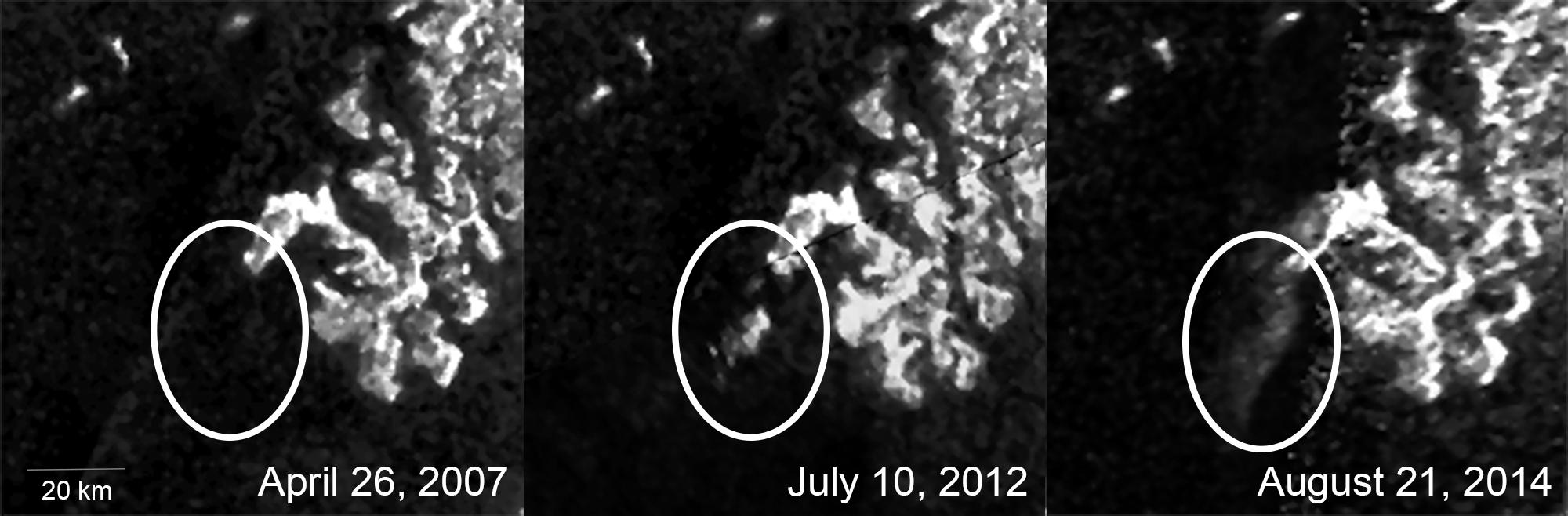
Титан — особливості моря Лігеї (21 серпня 2014).

Світлини, зроблені 21 липня 2006 року, виявили озера рідких вуглеводнів (як-от метан або етан) в північних широтах. Це перше відкриття існуючих озер, відкритих поза межами Землі. Озера мають розміри від 1 до 100 км у перетині.
13 березня 2007 року Лабораторія реактивного руху повідомила, що вони мають неспростовні докази існування морів метану і етану в північній півкулі Титана. Принаймні, одне з них більше, ніж будь-яке з відомих Великих Озер Північної Америки.

### Ураган на Сатурні
У листопаді 2006 року науковці відкрили шторм на південному полюсі Сатурна з вираженим оком бурі. Ця характеристика шторму була відома до цього часу лише на Землі і ніколи не спостерігалась на іншій планеті. На відміну від земного шторму, шторм на полюсі Сатурна, можливо, є нерухомим. Він приблизно 8000 км у перетині і 70 км у висоту, вітри дмуть у ньому зі швидкістю 560 км/год.

### Проліт Япета

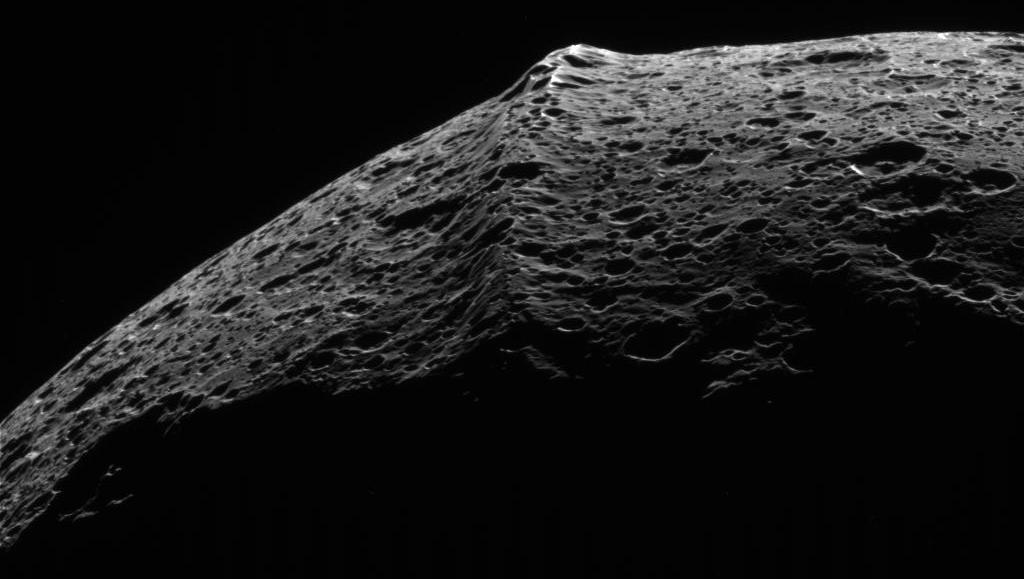
10 вересня 2007 року на відстані 62 331 км апаратом було виявлено екваторіальний хребет на поверхні Япета.

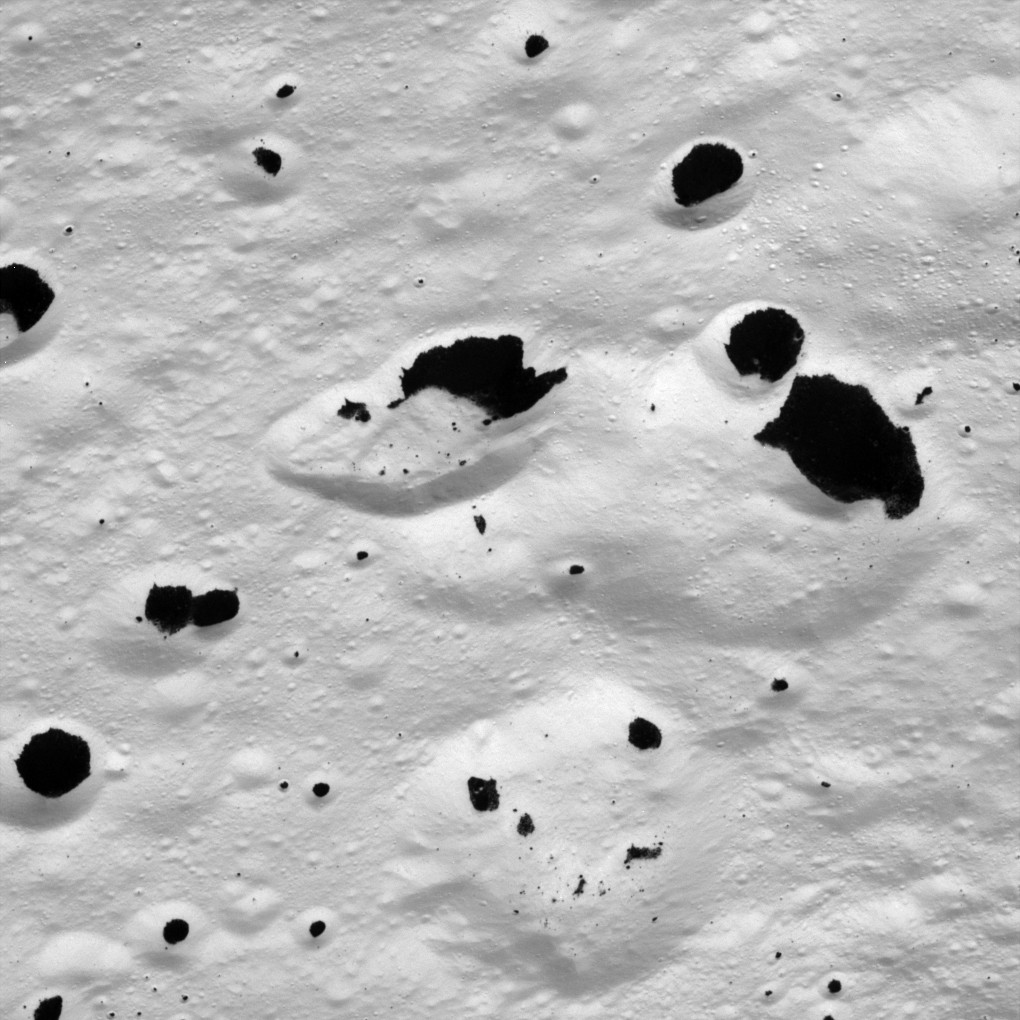
Поверхня Япета з близької відстані, 2007

10 вересня 2007 року «Кассіні» завершив обліт дивного, двотонного, схожого на горіх місяця Япета. Світлини зроблені з відстані 1600 км над поверхнею. Під час передачі даних, апарат був уражений космічними променями і перейшов у безпечний режим. Всі дані, отримані під час обльоту були відновлені.

### Перше розширення місії
15 квітня 2008 року «Кассіні» отримав фінансування для розширеної 27-місячної місії. Вона складається з більше ніж 60 орбітальних обльотів Сатурна з 21 більш близьким прольотом біля Титана, також апарат здійснить ще сім прольотів Енцелада, шість — Мімаса, вісім — Тетіс і по одному прольоту Діони, Реї і Гелени. Розширена місія розпочалась 1 липня 2008 року і була названа «Рівнодення», оскільки збігалась із рівноденням Сатурна.

### Друге розширення місії
До НАСА була подана пропозиція щодо другого подовження місії «Кассіні» (вересень 2017-го — травень 2017 року), попередньо була названа ХХМ. Бюджет у $60 млн дол. був підтверджений у лютому 2010 року і друга подовжена місія була названа «Сонцестояння». Апарат мав здійснити більше ніж 155 обльотів Сатурна, 54 обльоти Титана і 11 обльотів Енцелада.

### Великий шторм на Сатурні 2010 року і його наслідки

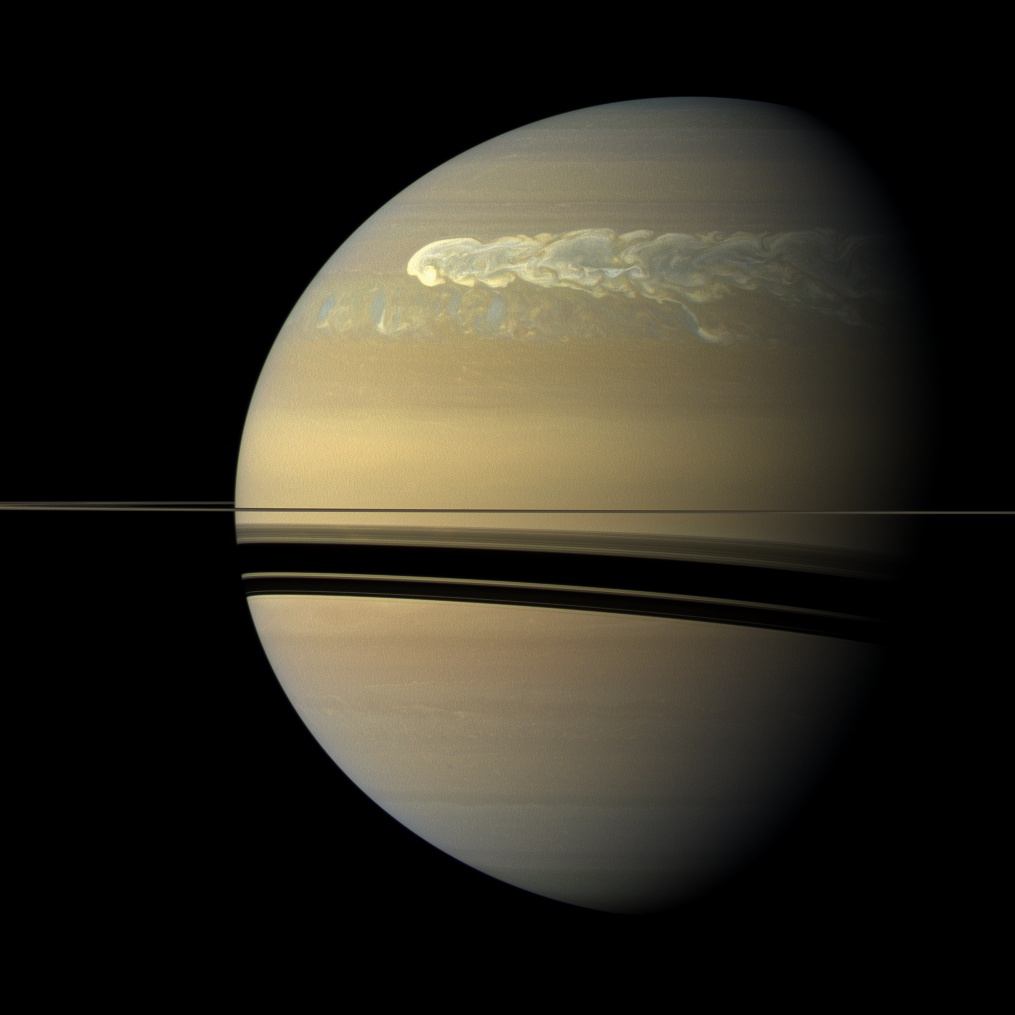
Шторм у північній півкулі у 2011 році

25 жовтня 2012 року «Кассіні» спостерігав наслідки шторму Великої Білої Плями, що відбувається на Сатурні кожні 30 років. Дані, отримані від інструмента «Кассіні» — композитного інфрачервоного спектрометра, надали інформацію щодо потужного розряду, який викликав підвищення температури в стратосфері Сатурна на 83 °C вище норми. Одночасно з цим дослідниками НАСА з центру Ґоддарда у (Гринбелті), була зафіксована велика кількість етилену, що рідко фіксувався на Сатурні. Шторм, який утворив цей розряд, вперше спостерігався 5 грудня 2010 року у північній півсфері Сатурна. Цей шторм — перший, що спостерігався космічним апаратом, який перебував на орбіті Сатурна, а також перший, що спостерігався в тепловому інфрачервоному діапазоні хвиль, що дало вченим змогу спостерігати температуру атмосфери Сатурна й відстежувати явища, які не видно неозброєним оком. Шпиль етиленового газу, який утворив шторм, досяг висоти в 100 разів більше, ніж вважалося можливим для Сатурна. Науковці також визначили, що шторм був найбільшим, найгарячішим стратосферним вихором, коли-небудь виявленим у Сонячній системі й початково був більший, ніж Велика червона пляма.

### Проходження Вене́ри на тлі диска Сонця
21 грудня 2012 року «Кассіні» спостерігав Проходження Венери перед диском Сонця. Інструмент VIMS проаналізував сонячне світло, що пройшло повз венеріанську атмосферу. Інструмент VIMS до цього спостерігав транзит екзопланети HD 189733 b.

### День, коли Земля посміхнулася

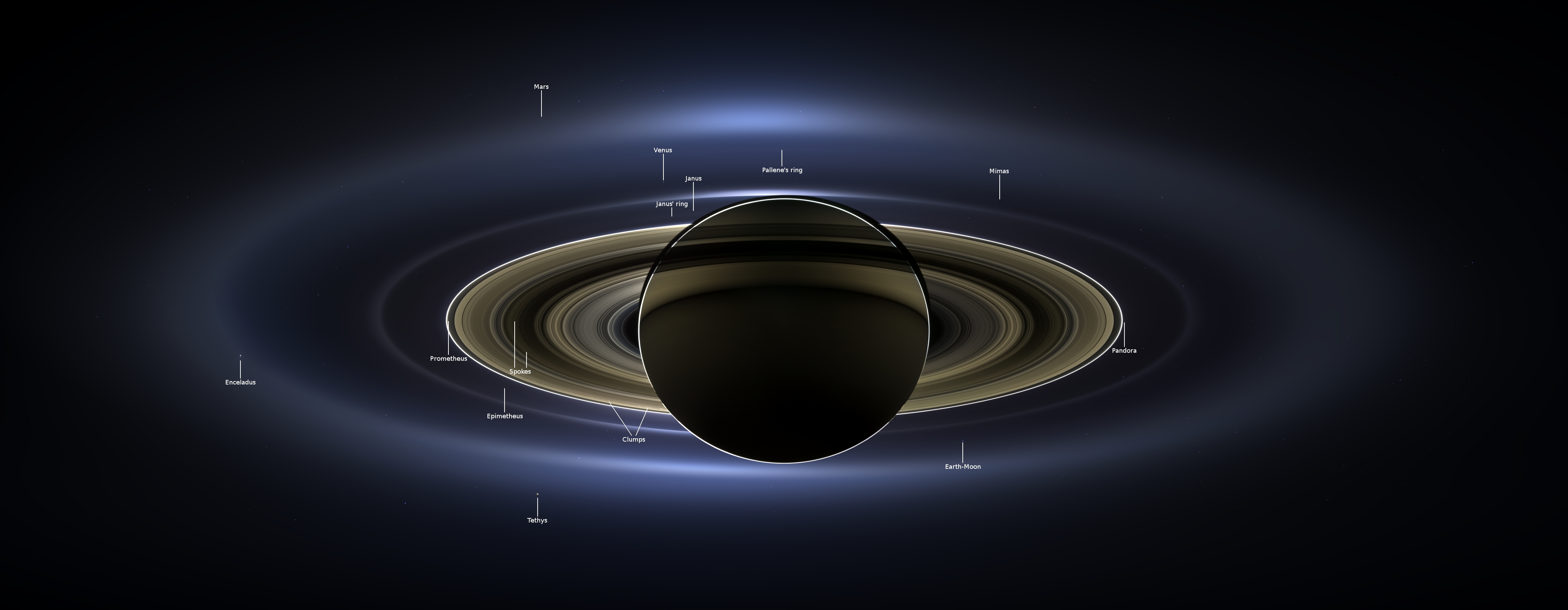
День, коли Земля посміхнулася — Сатурн із кількома місяцями, Земля, Венера, і Марс (19.07.2013).

19 липня 2013 року космічний апарат був направлений у бік Землі для фотографування Землі і Місяця як частини природного світла, багатообразного портрета всієї системи Сатурна. Подія була унікальна, тому що вперше НАСА інформувало громадськість про те, що попередня фотозйомка була зроблена заздалегідь. Команда з обробки зображень «Кассіні» повідомила, щоб люди посміхнулись і махали небу, науковець із команди «Кассіні» — Керолайн Порко, описує момент як шанс «відсвяткувати життя на блідій блакитній цятці».

### Проліт повз Рею
10 лютого 2015 року «Кассіні» пролетів на близькій відстані повз Рею — 47 000 км. Космічний апарат спостерігав місяць за допомогою камер і зробив найбільш детальні фотографії на той час.

### Проліт повз Гіперіон
31 травня 2015 року «Кассіні» здійснив свій останній обліт на відстані 34 000 км місяця Сатурна — Гіперіона.

### Проліт повз Діону
17 серпня 2015 року «Кассіні» здійснив світ останній обліт на відстані 475 км Діони. Попередній проліт відбувся 16 червня.

### Зміна кольору шестикутника Сатурна
Між 2012 та 2016 роками шестикутник змінив свій колір з переважно блакитного до золотого. Одна теорія пояснення цього полягає у тому, що затемнення відбувається, оскільки полюс зазнає впливу сонячного світла через зміну сезону. До цього існують записи спостережень, на яких видно менш блакитний колір по всьому Сатурну між 2004 і 2008 роками.

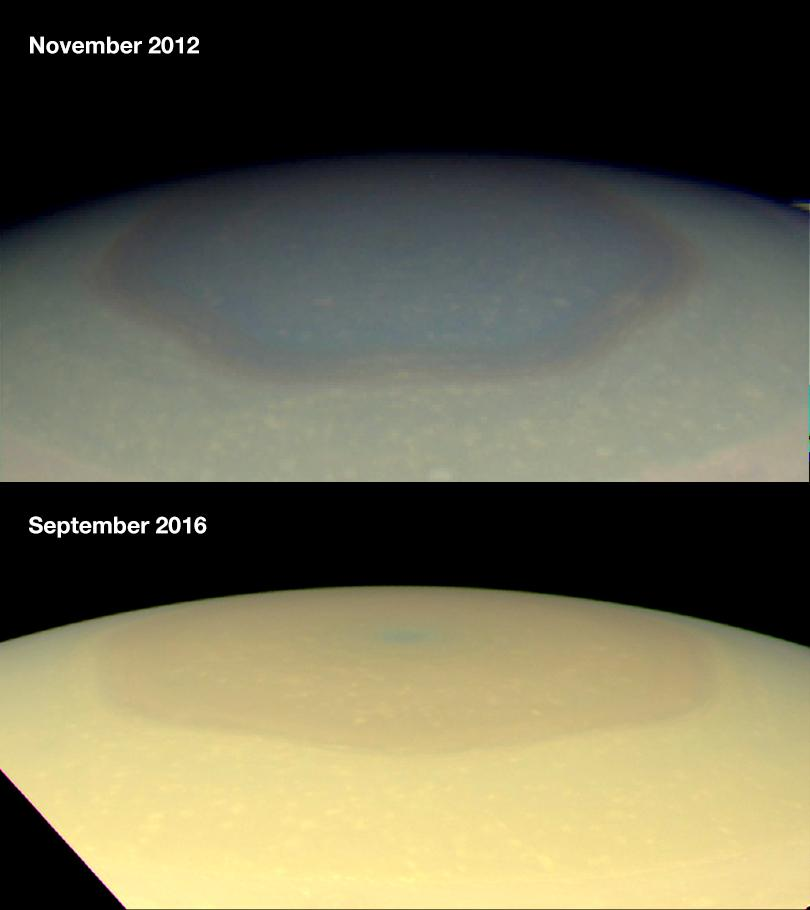
Зміна кольору шестикутника Сатурна: 2012 і 2016 роки

Зміна кольору шестикутника Сатурна:
2013 і 2017 роки

### Завершення місії та знищення «Кассіні»

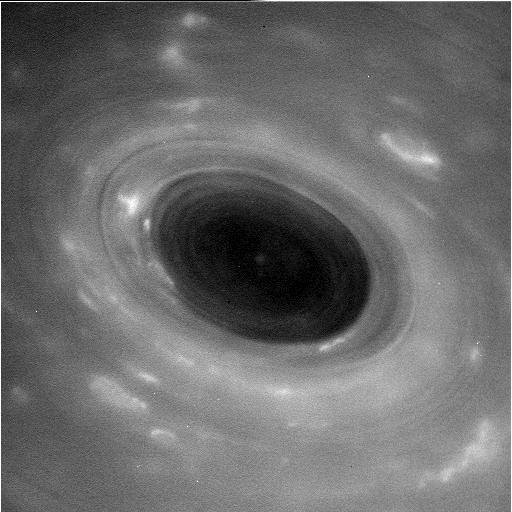
Світлина, зроблена «Кассіні». Атмосфера Сатурна з близької відстані — 3100 км. 26.04.2017.

Вибрана місія має виконати кілька близьких прольотів Сатурна наблизившись до кілець, після чого апарат має ввійти в атмосферу Сатурна 15 вересня 2017 року і знищитись. Цей метод був обраний, щоб захистити можливі форми життя на супутниках Сатурна. У 2008 році були оцінені варіанти для досягнення цієї мети, кожний із варіантів мав свої фінансові, наукові і технічні проблеми.
29 листопада 2016 року «Кассіні» здійснив проліт Титана, це дало апарату змогу дістатись до орбіт F-кілець: це було початком великого фіналу місії «Кассіні» під час кульмінації якого апарат зіткнеться із Сатурном. Останній обліт Титана відбувся 22 квітня 2017 року, апарат знову змінив орбіту, аби дістатись проміжку між Сатурном і внутрішнім кільцем 26 квітня. «Кассіні» пролетів на відстані 3100 км над хмарами Сатурна і за 320 км від видимого початку внутрішнього кільця, апарат успішно зробив світлини атмосфери і почав їх передавати наступного дня.

## Місії

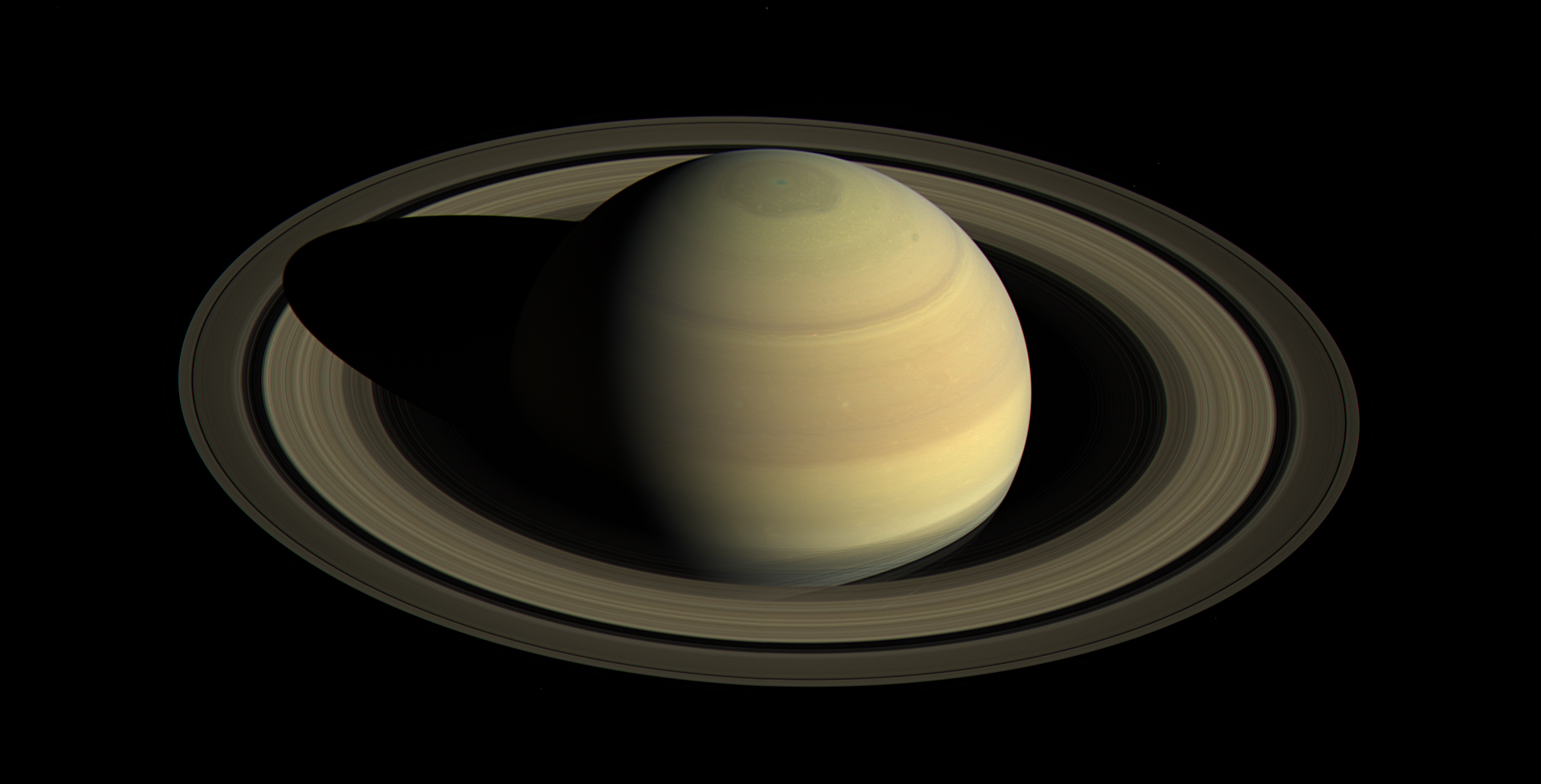
Сатурн. Світлина, зроблена «Кассіні», 2016

Місія «Кассіні» була поділена на окремі підмісії. Кожний етап досліджень планувався з урахуванням фінансування, цілей тощо. Понад 260 науковців з 17 країн працювали над проєктом, загалом тисячі працівників взяли участь у проєктуванні, розробці і запуску наступних місій:
- Первинна місія (липень 2004 року — червень 2008 року)[84][85].
- Місія Рівнодення (липень 2008 року — вересень 2010 року)[82].
- Місія Сонцестояння (жовтень 2010 року — квітень 2017 року)[3][82].
- Велике Завершення (квітень 2017 року — вересень 2017 року)[3][86].

## Додаткова література
- Ralph Lorenz (2017). NASA/ESA/ASI Cassini-Huygens: 1997 onwards (Cassini orbiter, Huygens probe and future exploration concepts) (Owners' Workshop Manual). Haynes Manuals, UK. ISBN 978-1785211119. (англ.)
- Karl Grossman (1997). The Wrong Stuff: The Space Program's Nuclear Threat to Our Planet. Common Courage Press. ISBN 1-56751-125-2.(англ.)
- David M. Harland (2002). Mission to Saturn: Cassini and the Huygens Probe. Springer-Verlag. ISBN 1-85233-656-0.(англ.)
- Ralph Lorenz; Jacqueline Mitton (2002). Lifting Titan's Veil: Exploring the Giant Moon of Saturn. Cambridge University Press. ISBN 0-521-79348-3.(англ.)
- Meltzer, Michael (2015). The Cassini-Huygens Visit to Saturn: A Historic Mission to the Ringed Planet. Cham: Springer International Publishing Switzerland. ISBN 978-3-319-07608-9.(англ.)